# Срезка

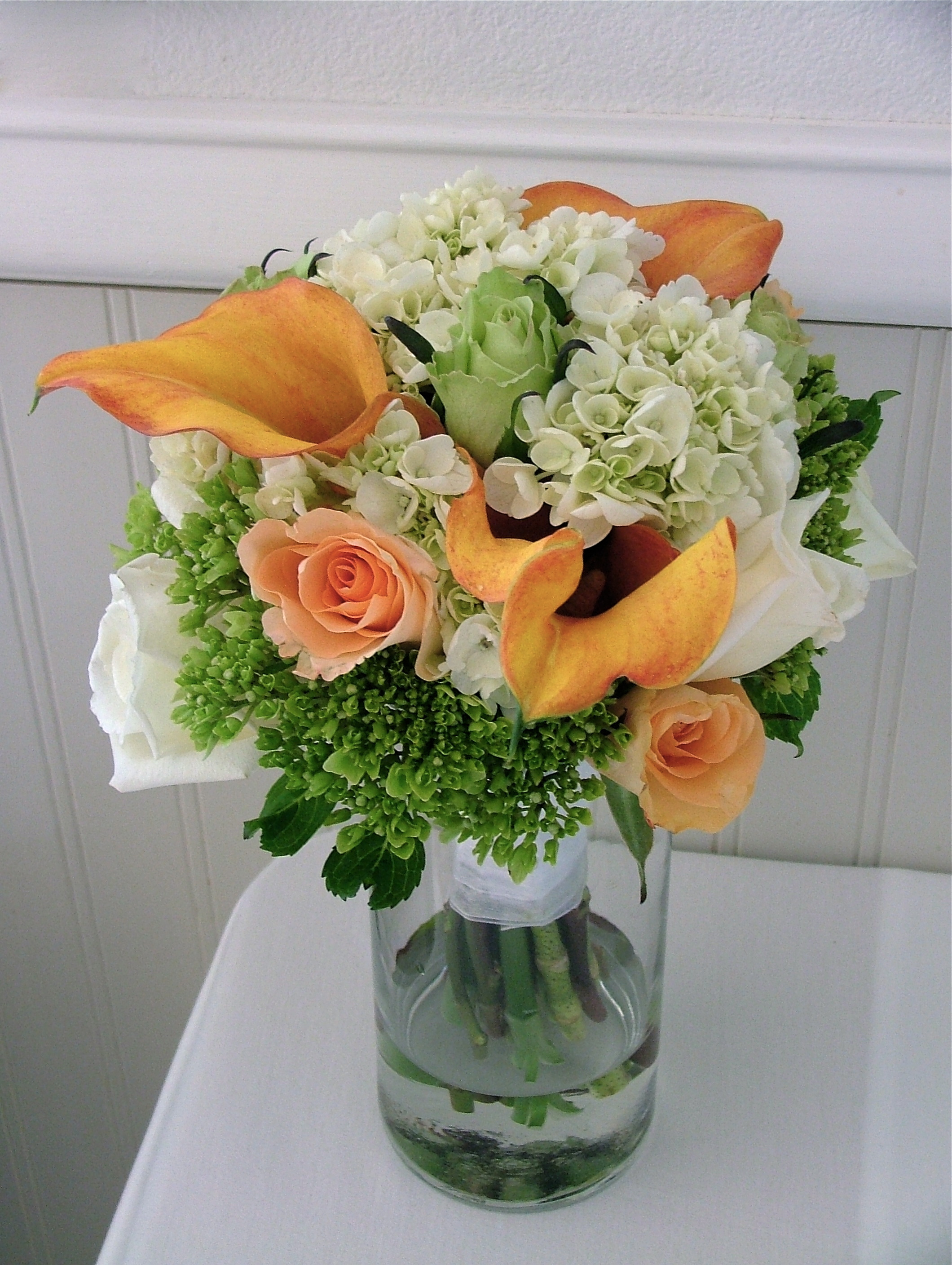
Свадебный букет из роз, гортензий и калл

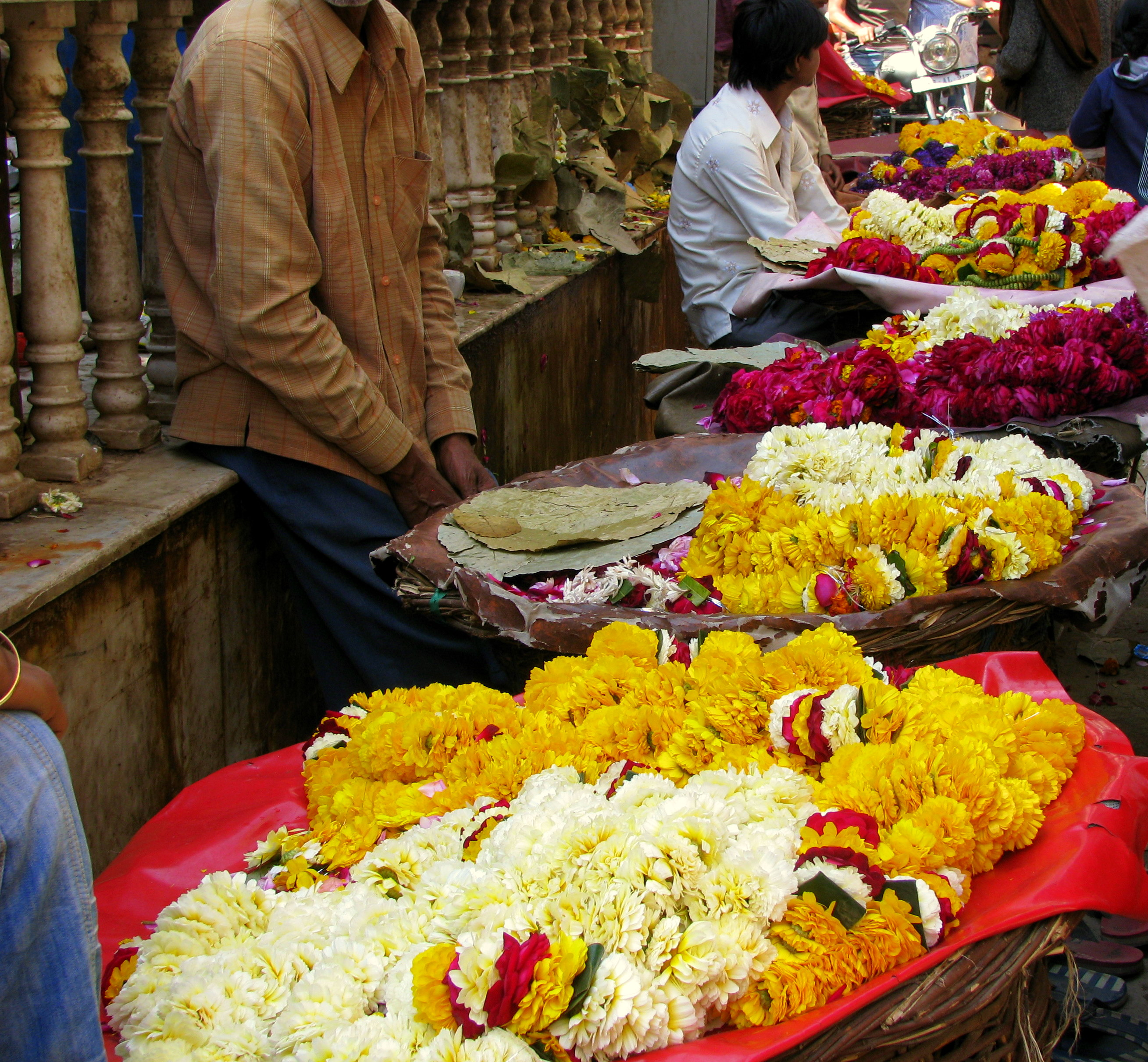
Продавцы гирлянд возле храма Банке Бихари, Вриндаван, Индия

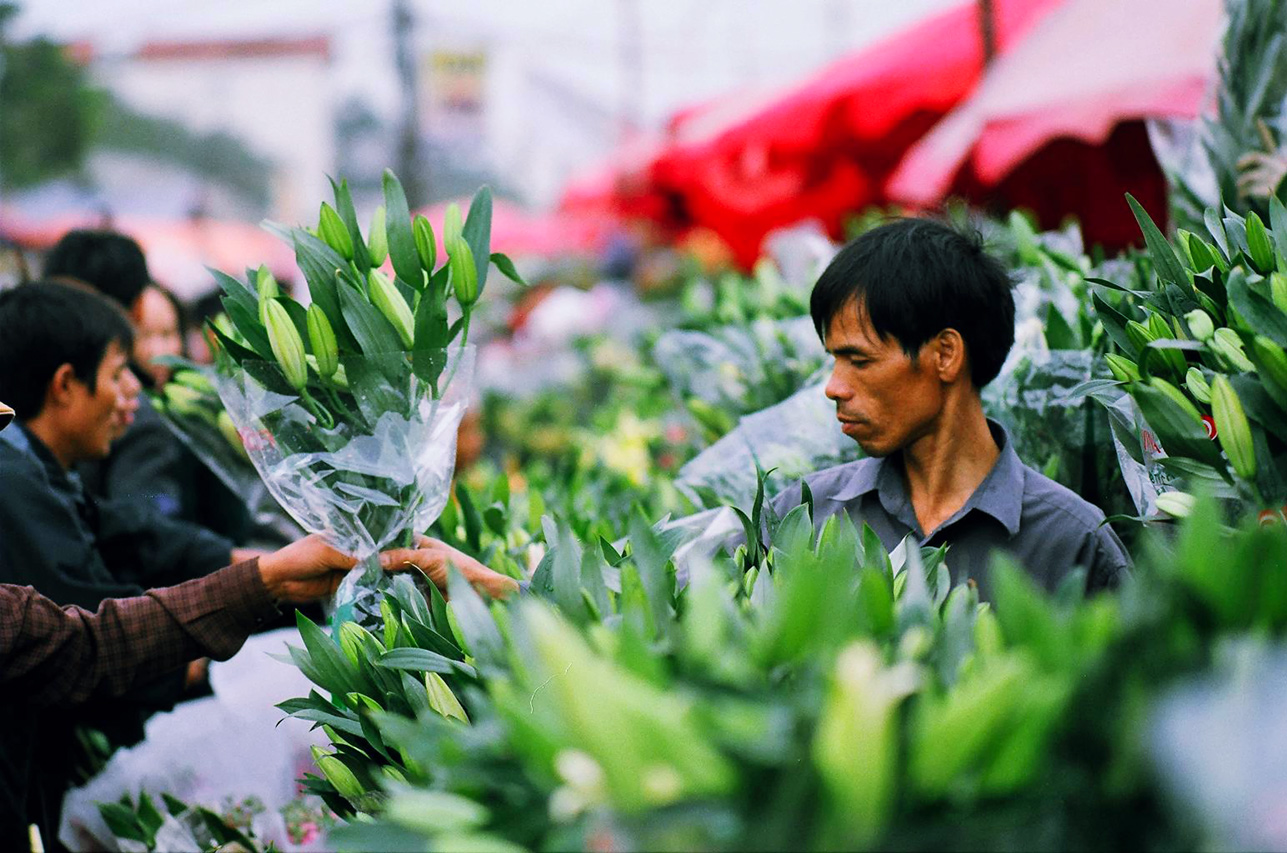
Цветочный рынок во Вьетнаме

Срезка или, в частности, срезанные цветы — цветы и цветочные бутоны (обычно с побегом, со стеблем и листьями), срезанные с несущего их растения для использования в декоративных целях. Срезанная зелень — это листья со стеблями или без них, которые обычно добавляют к срезанным цветам для контраста и дизайна. Теоретически любая часть любого растения может быть срезана и использована в декоративных целях, но обычно для выращивания на срезку отбирают растения, которые соответствую определённым требованиям: имеют эстетичный вид, хорошо переносят транспортировку, долго не теряют товарный вид, пользуются спросом на рынке, имеют прочные длинные стебли и т. д. Совокупность культиваров растений, которые выращиваются для срезки, называют срезочные культуры.
Срезанные цветы и, в меньшей степени, срезанная зелень представляют собой значительный международный сегмент цветочной индустрии. Выращиваемые растения различаются в зависимости от вида растений, а также от климата, культурных традиций и доступности транспорта по всему миру. Профессиональные садоводы выращивают растения специально для этой цели в полевых или тепличных условиях. Коробки с собранными цветами доставляются авиаперевозками по всему миру.
Флористы на профессиональной основе работают в цветочных магазинах и используют свои дизайнерские навыки и опыт работы со многими видами цветов и зелени для создания произведений искусства с цветами. Композиции из цветов улучшают качество среды обитания человека.
Изучение эффективного производства, распространения и сбыта цветочных культур представляет собой отрасль садоводства, называемую цветоводством.

## Использование
Гирлянды, венки и букеты являются основной продукцией с добавленной стоимостью на многих рынках.

### Цветы как декор
Цветы украшают и улучшают среду обитания человека. Срезанные цветы и цветочные композиции со срезанной зеленью переносят атмосферу свежести в помещение. Многие домашние садоводы собирают цветы в собственных садах, чтобы получить больше удовольствия от повседневных дел. Садовые срезанные цветы также используются для украшения встреч с семьей и друзьями. Их часто усиливают добавлением листвы других растений. Срезанные цветы и срезанную зелень принято ставить в вазу.

### Цветы как часть традиции
В некоторых культурах срезанные цветы в основном используются для поклонения; особенно это можно увидеть в Южной и Юго-Восточной Азии. Цветами украшают могилы, храмы, места поклонения.
Иногда цветы собирают, а не срезают, без каких-либо значительных листьев или стеблей. Такие цветы можно носить в волосах или в петлице. Массы цветов можно использовать для посыпки, аналогично конфетти.

### Цветы как подарок
Срезанные цветы — это обычный подарок для семьи или друзей или просто украшение дня на рабочем месте или кухонном столе. Обычно используются неформальные и формальные букеты в стеклянной вазе для посещения больницы, свадебные букеты, свадебные композиции, показы похоронных гробов, большие композиции в вестибюлях отелей и на площадках для вечеринок, бутоньерки, венки и гирлянды.

### Цветы как хобби
Срезанные цветы используются на выставках цветов в садовых клубах по всему миру, а также на цветочных конкурсах на ярмарках. Самая знаменитое цветочная выставка, на которой среди прочего представлены срезочные культуры, проводится в Великобритании — Выставка цветов в Челси.

## Срезанные цветы и срезанная зелень

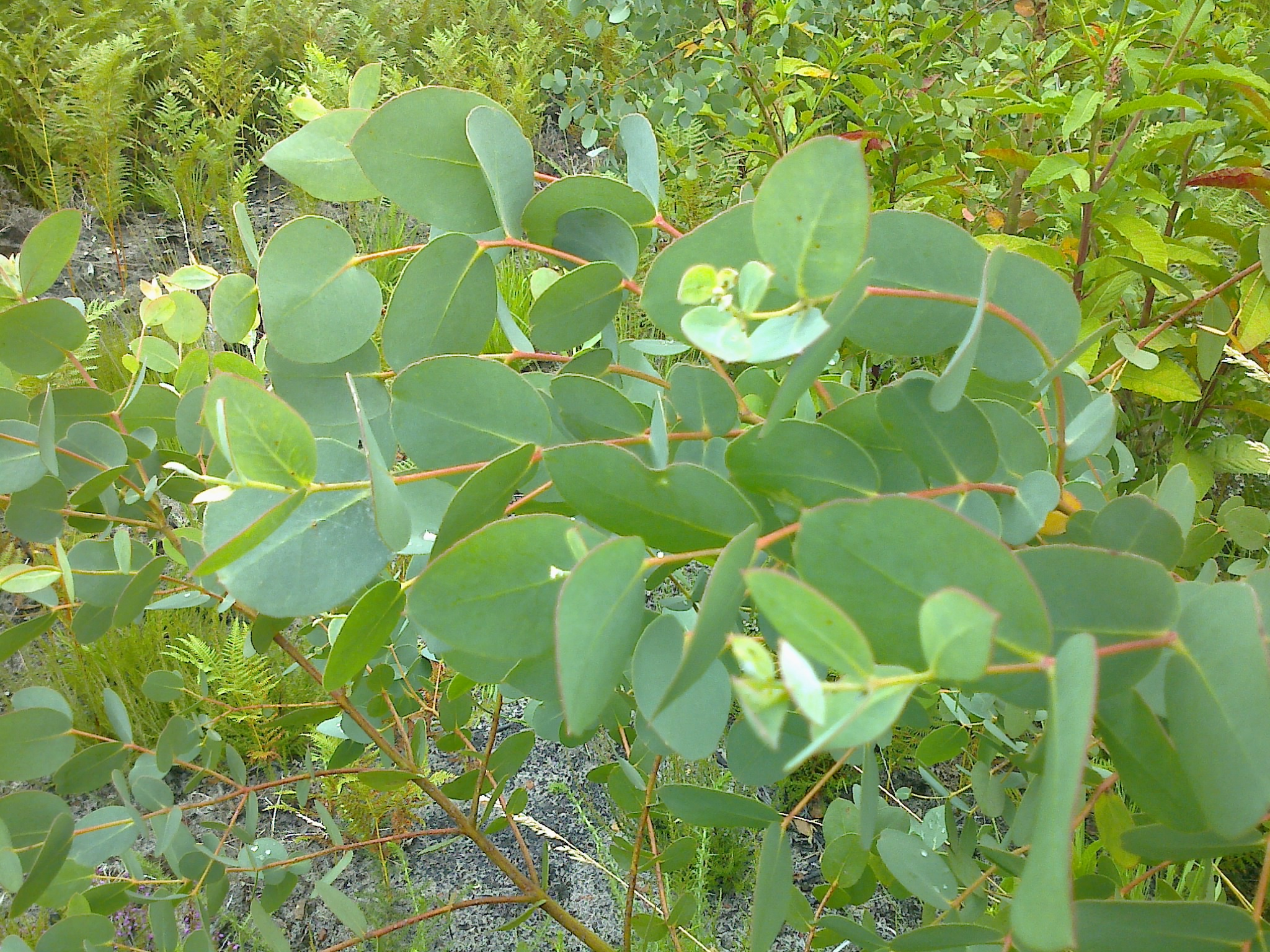
Сизая листва эвкалипта часто используется во флористике

Растения, используемые для срезки цветов и зелени, происходят от многих видов растений и различных семейств растений. Композиции из срезанных цветов могут включать срезанные побеги однолетних растений, луковичные растения или многолетние травянистые растения, срезанные побеги вечнозеленых растений или цветные листья, побеги декоративных кустарников, засушенные или консервированные цветы, плоды на ветвях деревьев, сушеные фрукты уникальной формы или стебли растений. Иногда цветы и ветви окрашивают, чтобы придать особый оттенок.
Эти растения для срезки происходят из разных природных мест обитания, поэтому для их выращивания используются разные условия окружающей среды. Срезанные цветочные растения, которые впервые были использованы при развитии цветочной индустрии в Северной Европе, были приспособлены к низким температурам, которые там наблюдаются. С другой стороны, более высокие температуры Юго-Восточной Азии привели к развитию различных растений, адаптированных к этим условиям.
Цветочная индустрия до 1950-х годов была преимущественно местной, где бы она ни находилась. Появление и развитие международной торговли и транспорта изменили сегмент цветочной индустрии срезанных цветов. Срезанные цветы можно дёшево выращивать в прохладном или теплом регионе мира и отправлять на рынки в населенные пункты куда угодно. Это началось в прохладных прибрежных регионах Калифорнии, но быстро распространилось на горы Колумбии, Эквадора, Кении, Эфиопии, Китая, Мексики и т. д., а также на особые места в Индонезии, Южной Африке, Гавайях, Австралии, Новой Зеландии и т. д. Во многих из этих стран цветоводы могут выбирать место для круглогодичного выращивания растений в зависимости от высоты над уровнем моря: более прохладные культуры — выше в горах, более теплые культуры — на более низких высотах и предлагать работу и доход местному населению.

Это привело к увеличению количества видов, используемых в качестве срезанных цветов во всем мире. Редкие цветы стали обычным явлением, например, южноафриканские экзотические цветы из Западного Кейпа, которые можно было увидеть на цветочной выставке в Кланвильяме, Южная Африка.

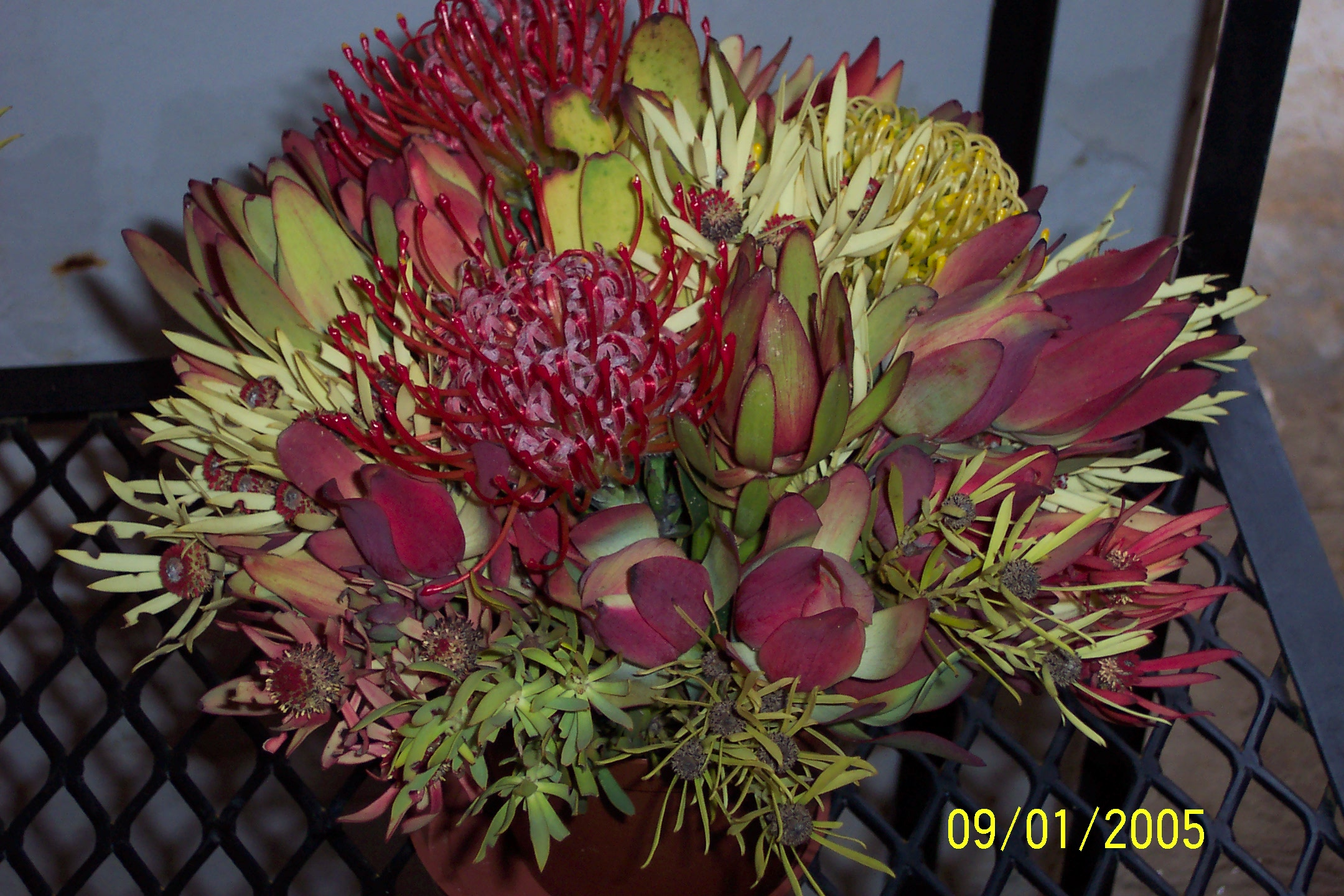
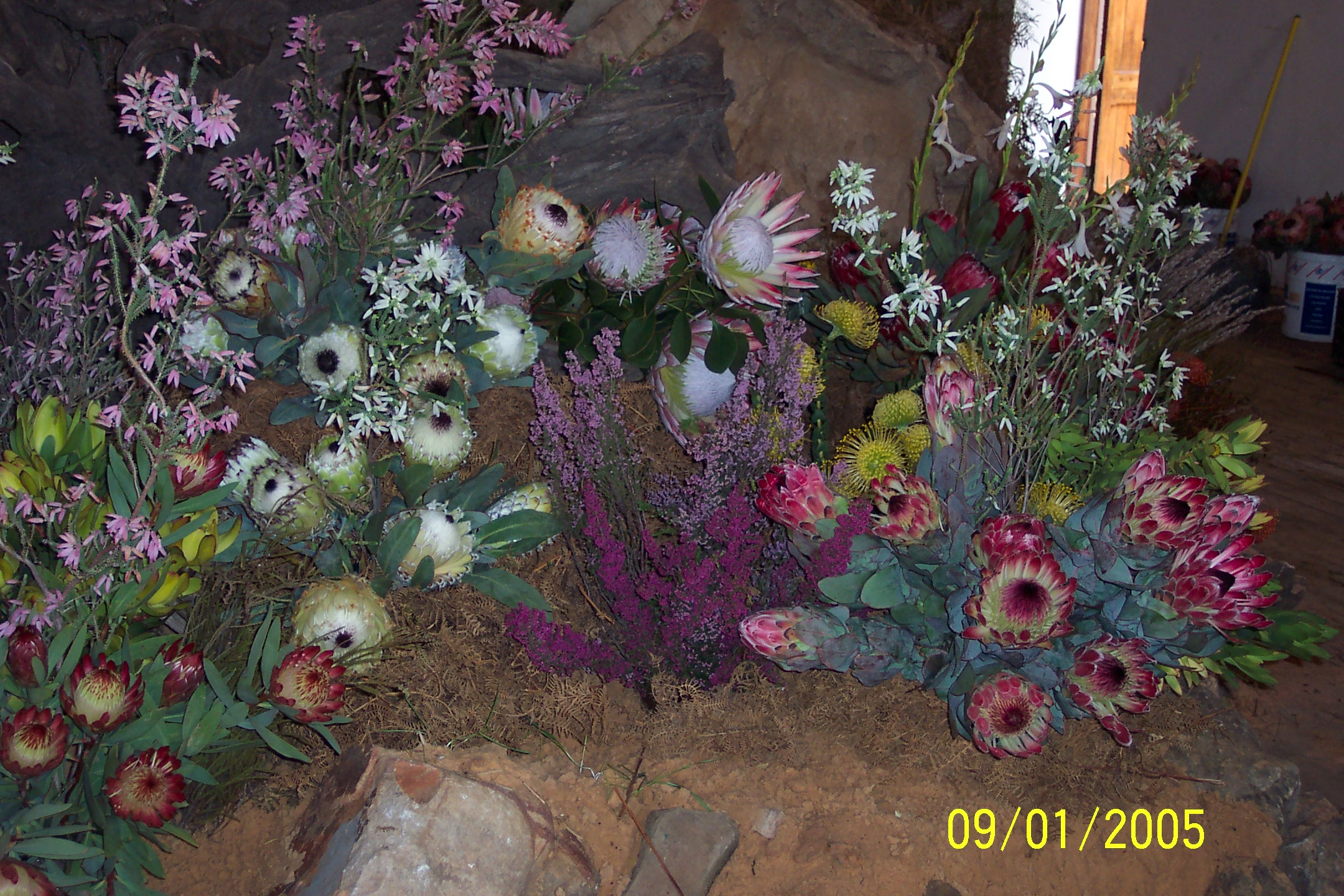
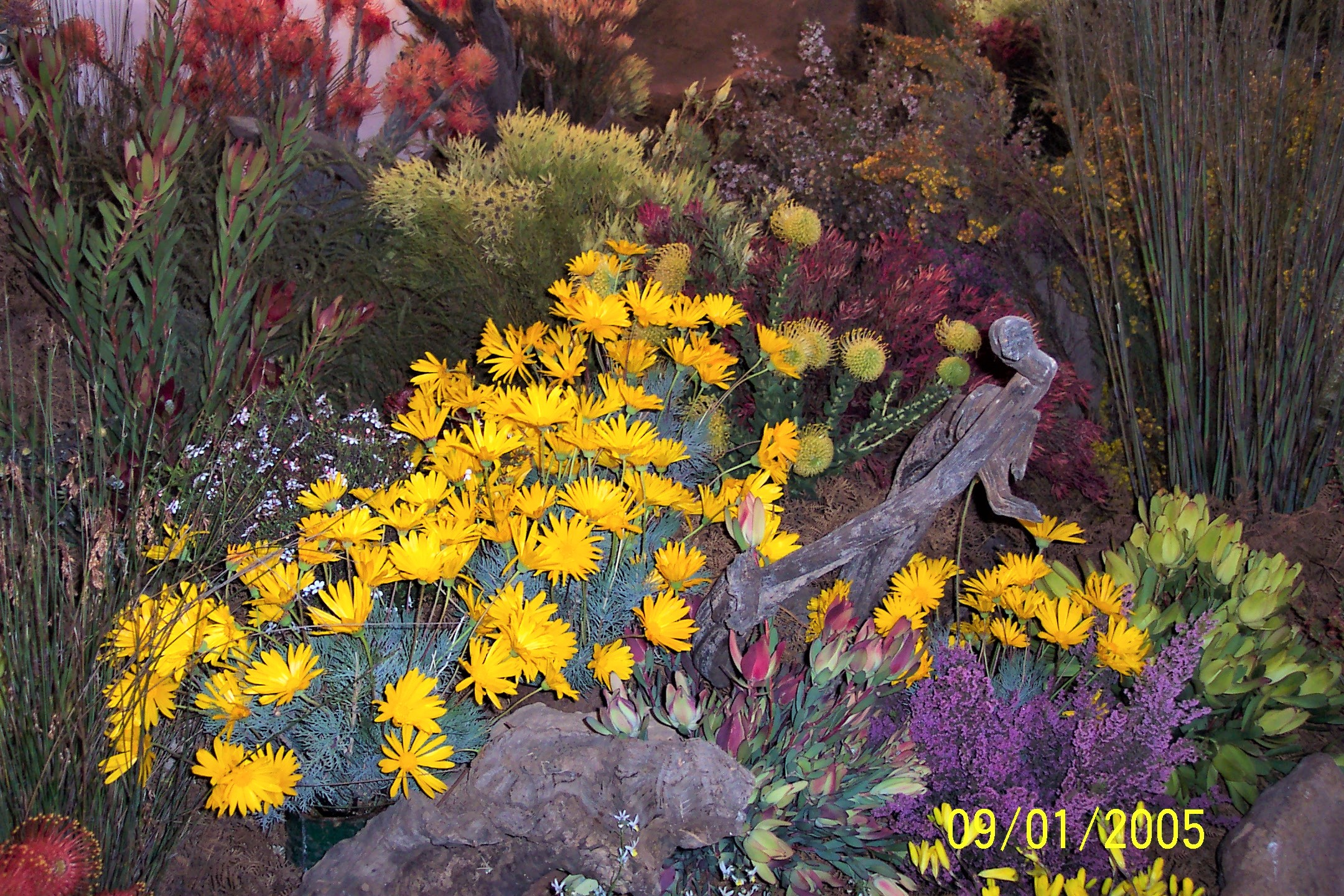

### Холодно растущие растения
Эти растения предпочитают расти при температуре от +10 до +18 °C.

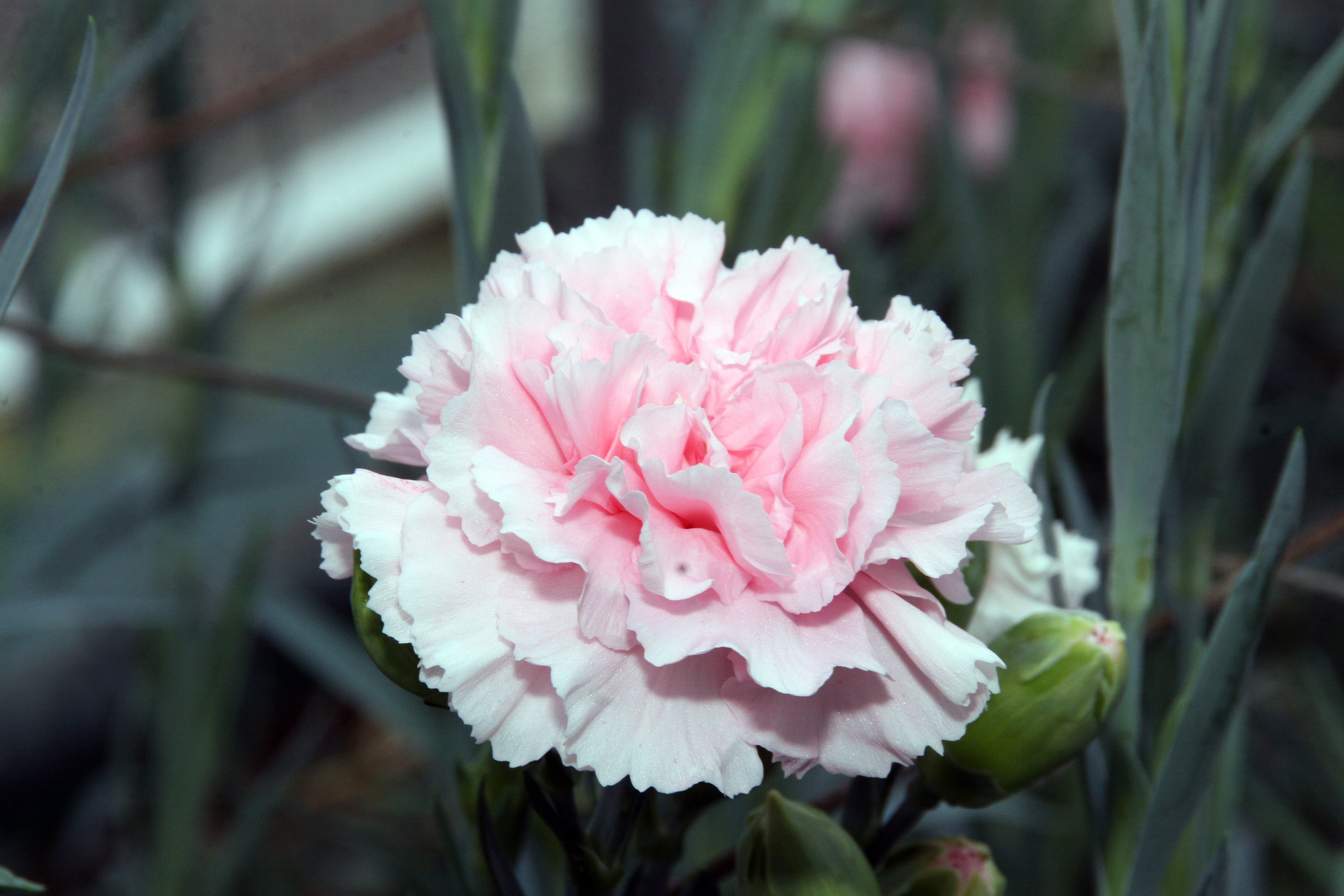
Гвоздика садовая (Dianthus caryophyllus) 'Malea'
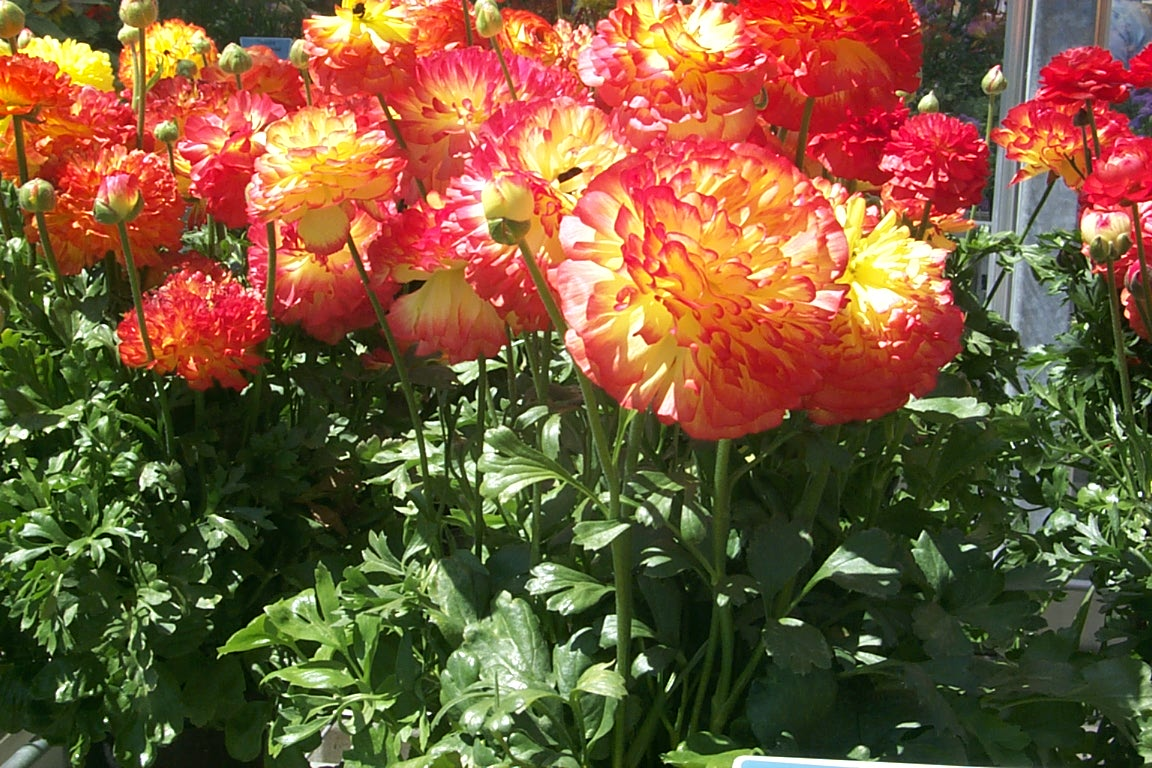
Лютик азиатский (Ranunculus asiaticus)
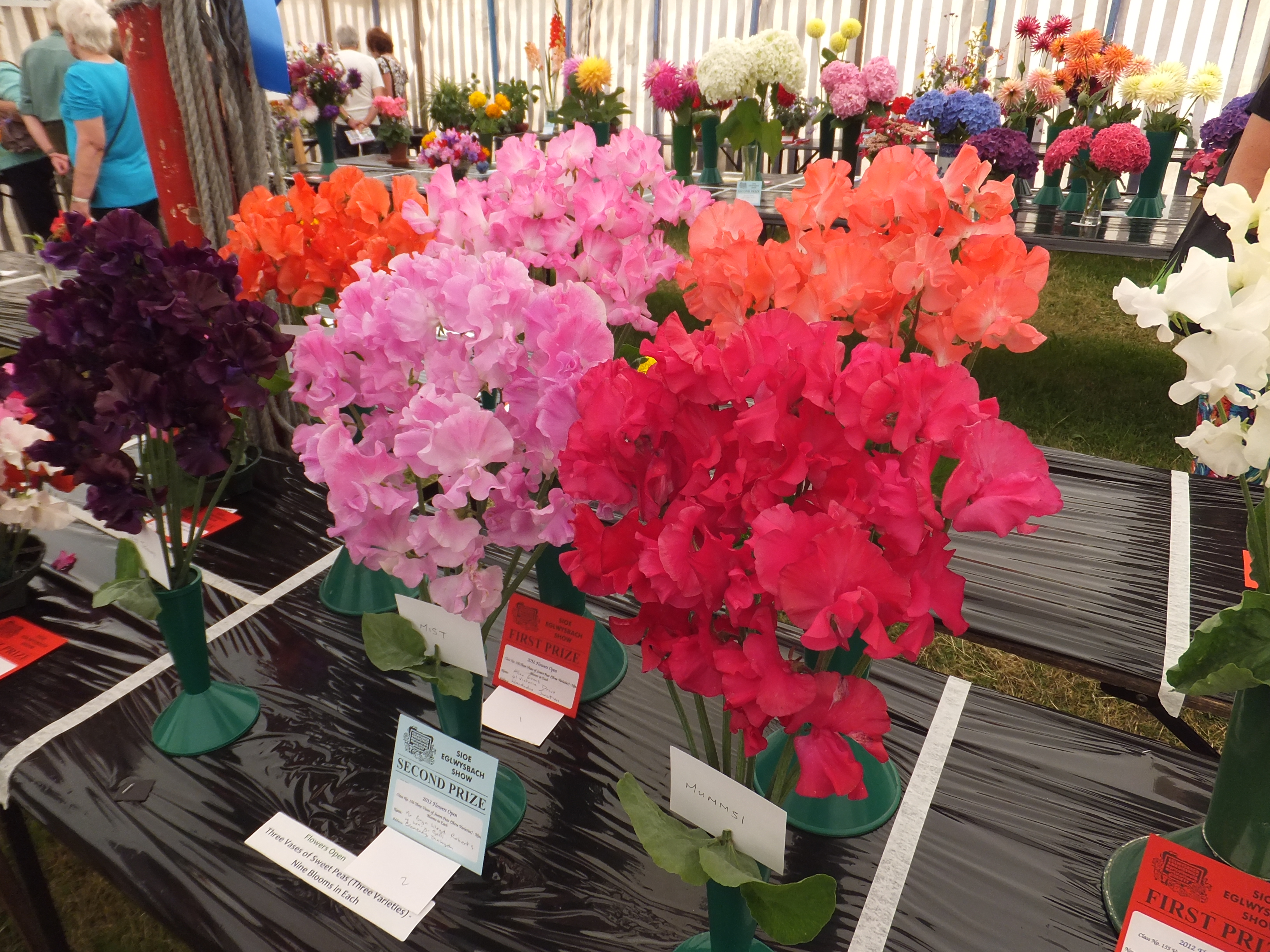
Душистый горошек (Lathyrus odoratus)
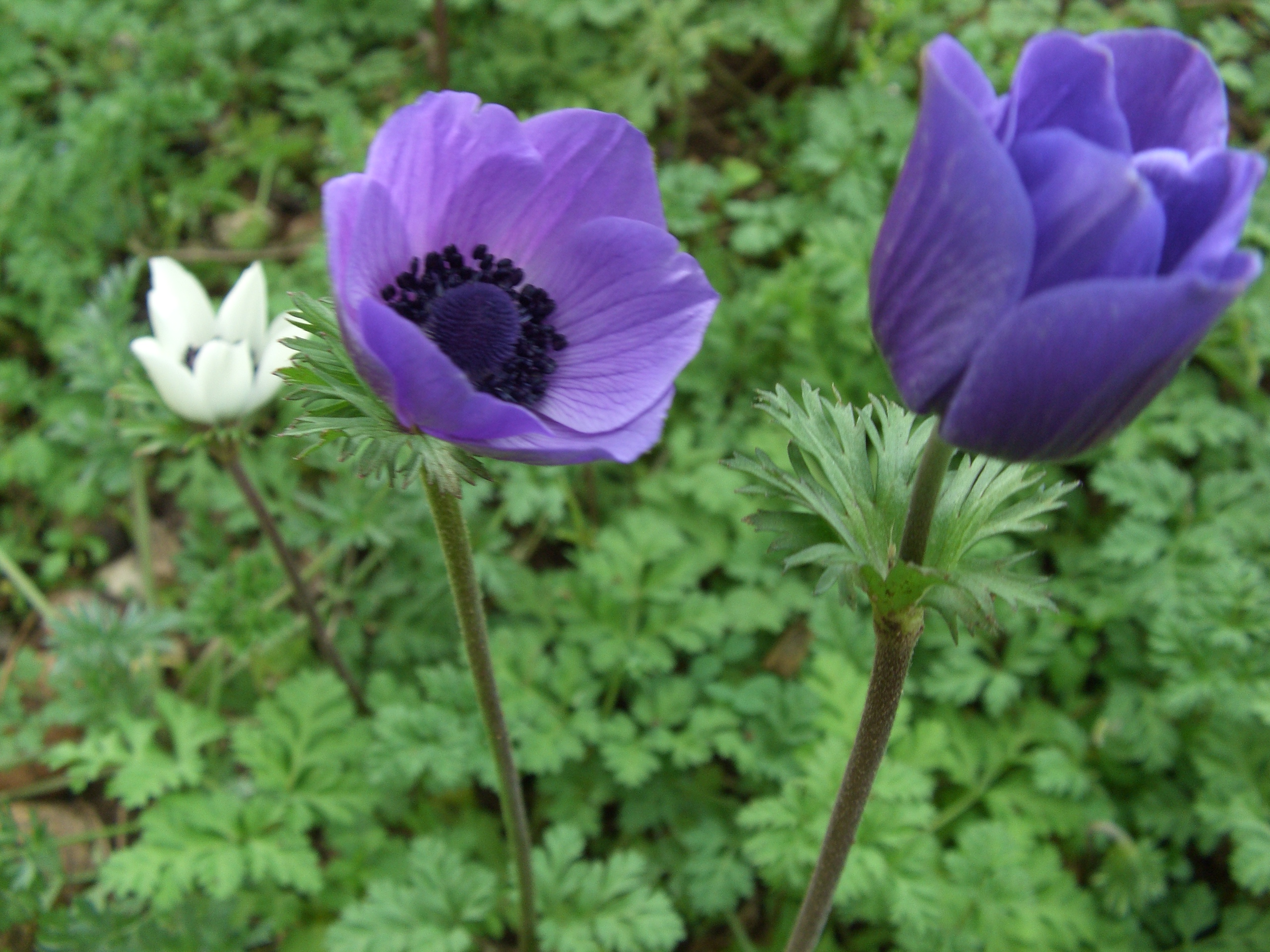
Ветреница корончатая (Anemone coronaria)
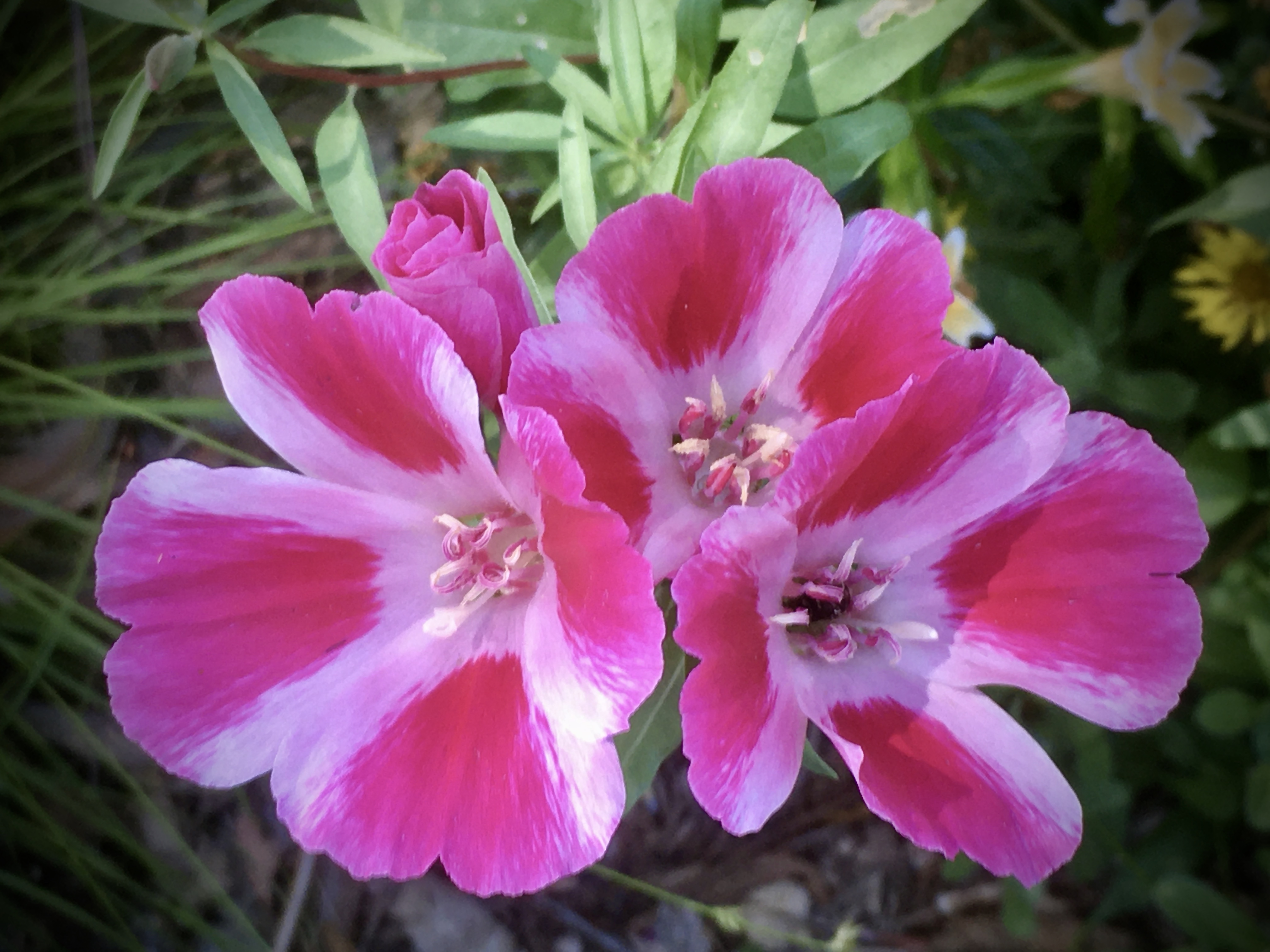
Кларкия приятная (Clarkia amoen) 'Grace Rose'

### Растения умеренных температур
Эти растения предпочитают расти при температуре от +15 до +24 °C.

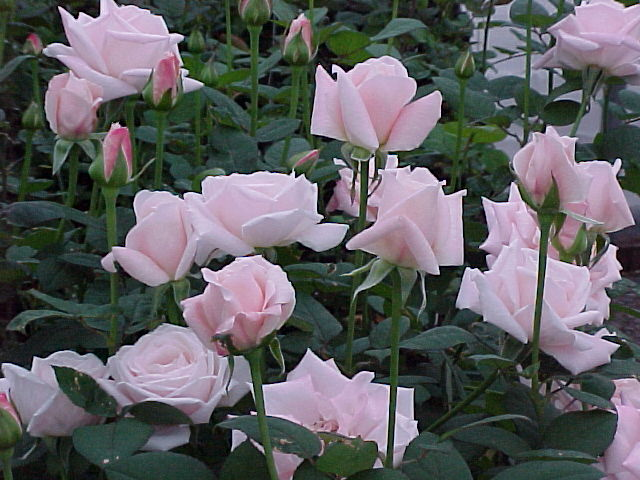
Чайно-гибридные розы 'Lady Diana'
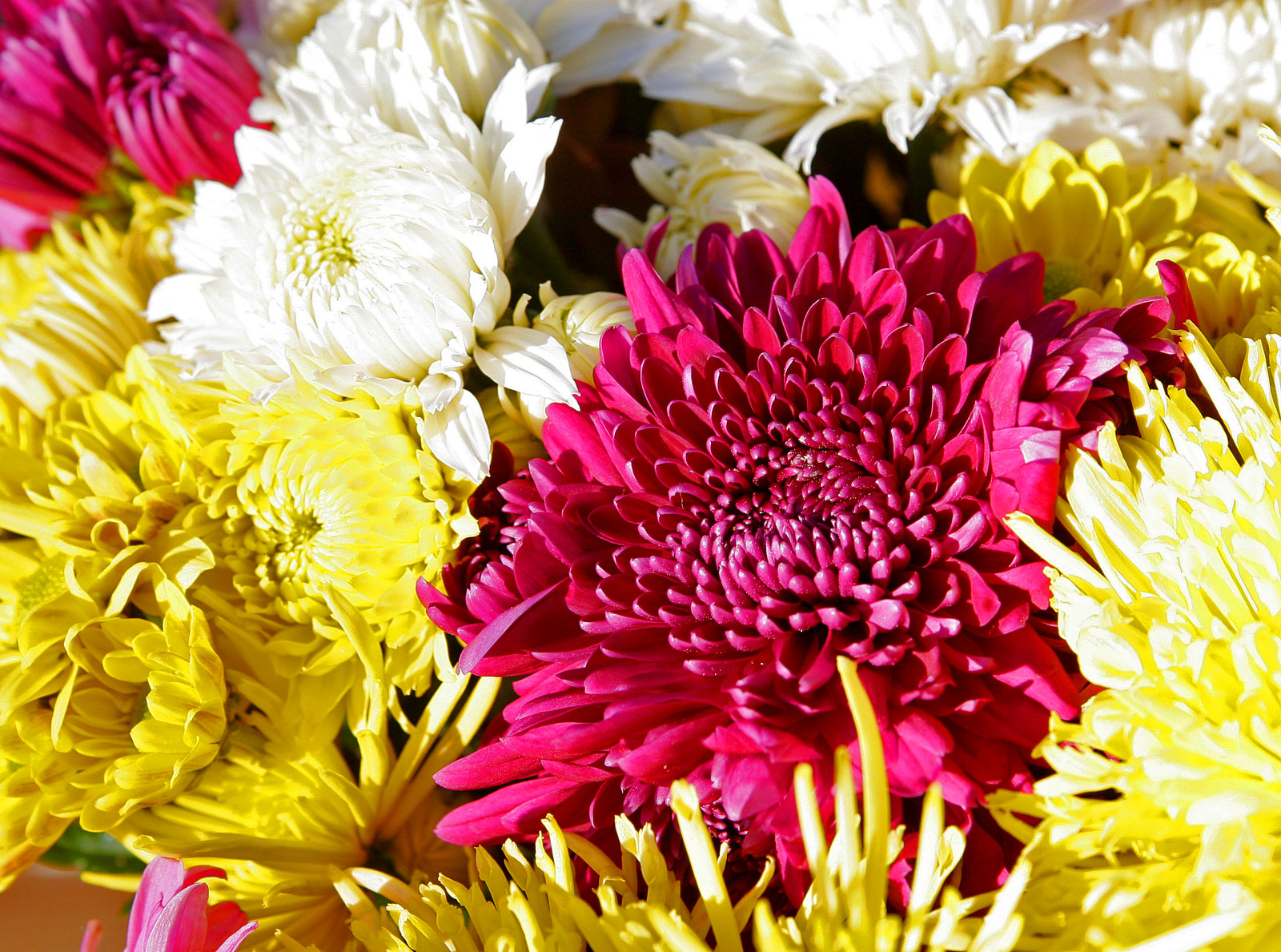
Хризантема садовая (Chrysanthemum ×morifolium)
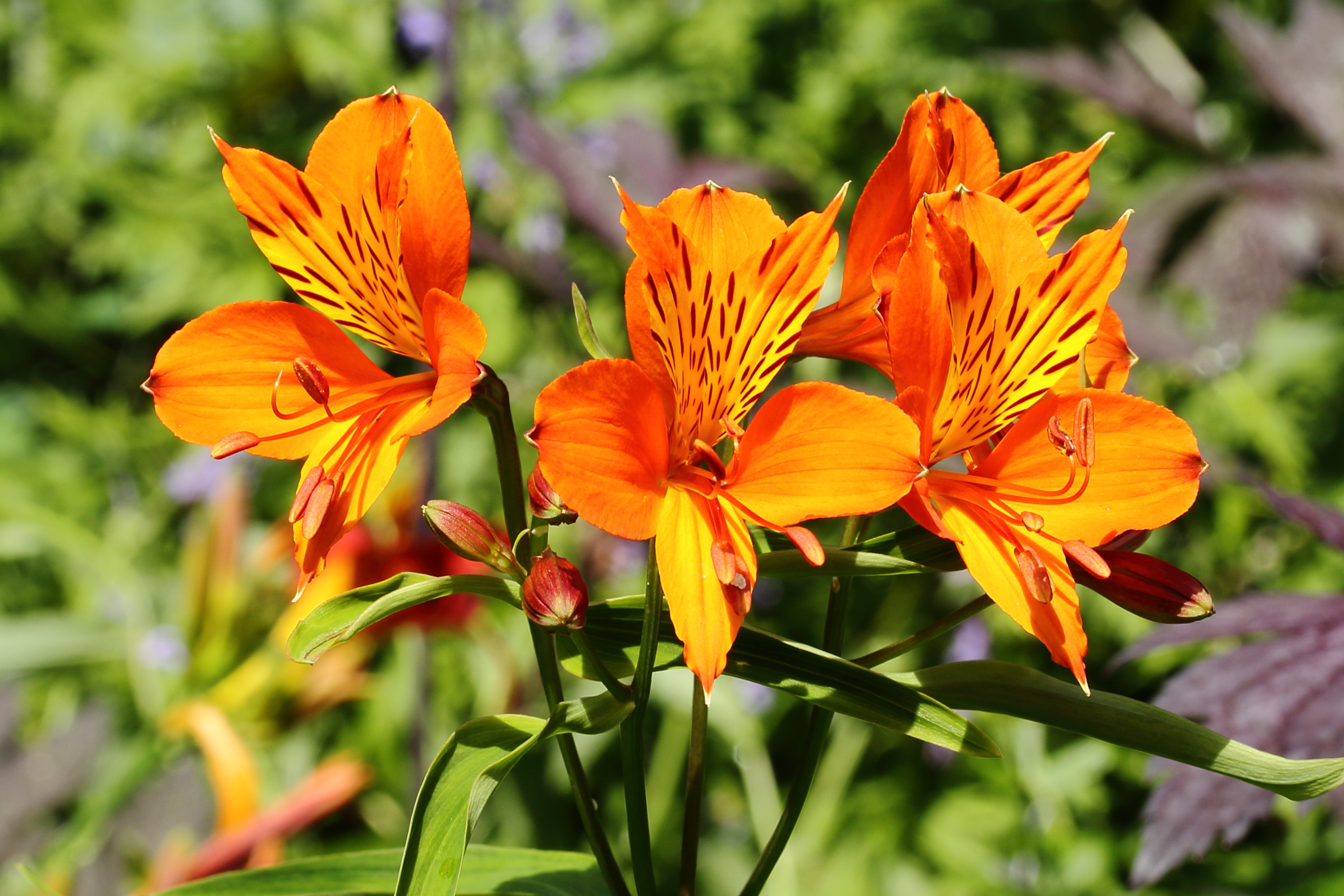
Альстрёмерия золотистая (Alstroemeria aurea) 'Orange King'
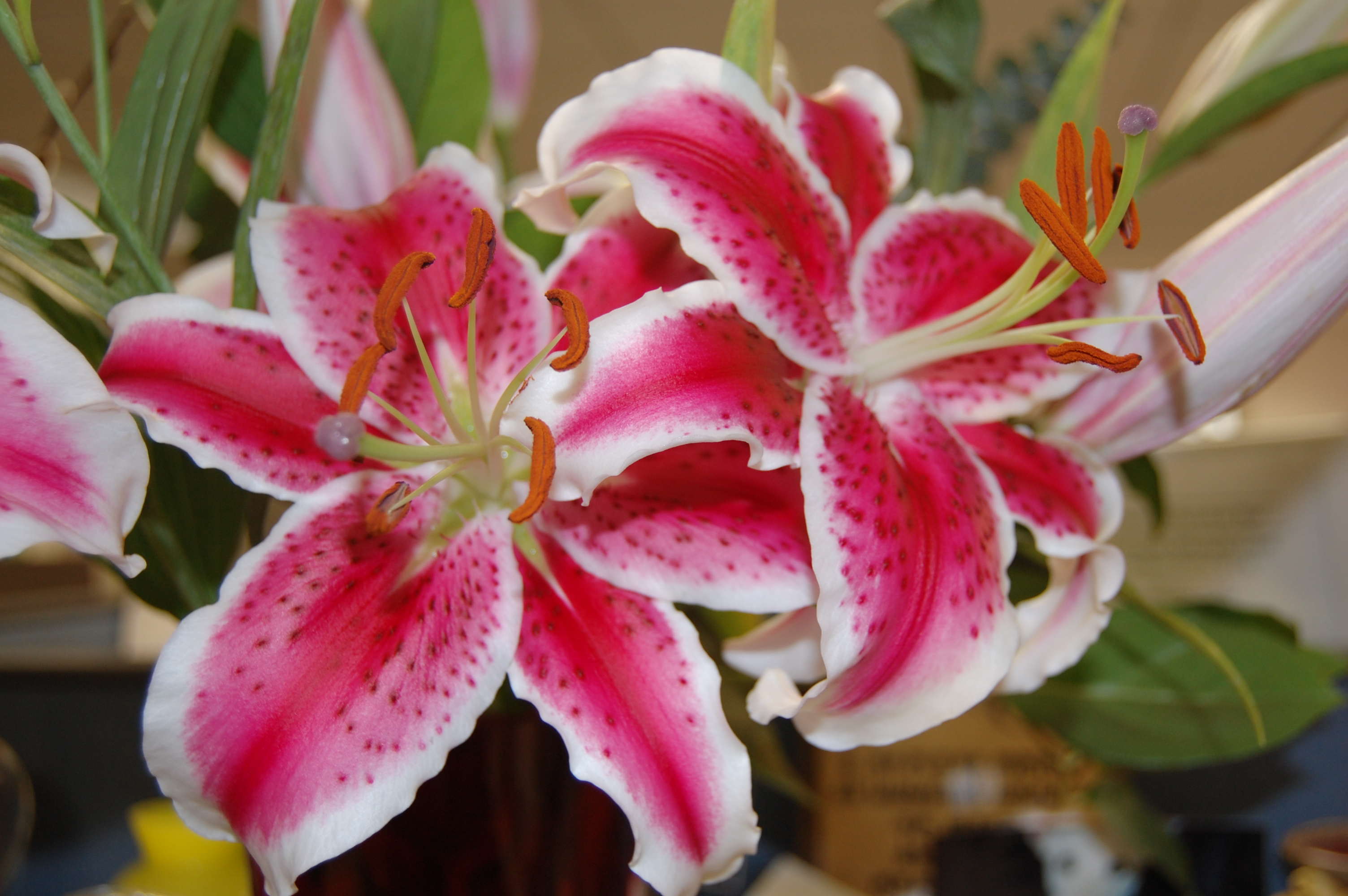
Лилия Старгейзер (Lilium 'Stargazer')
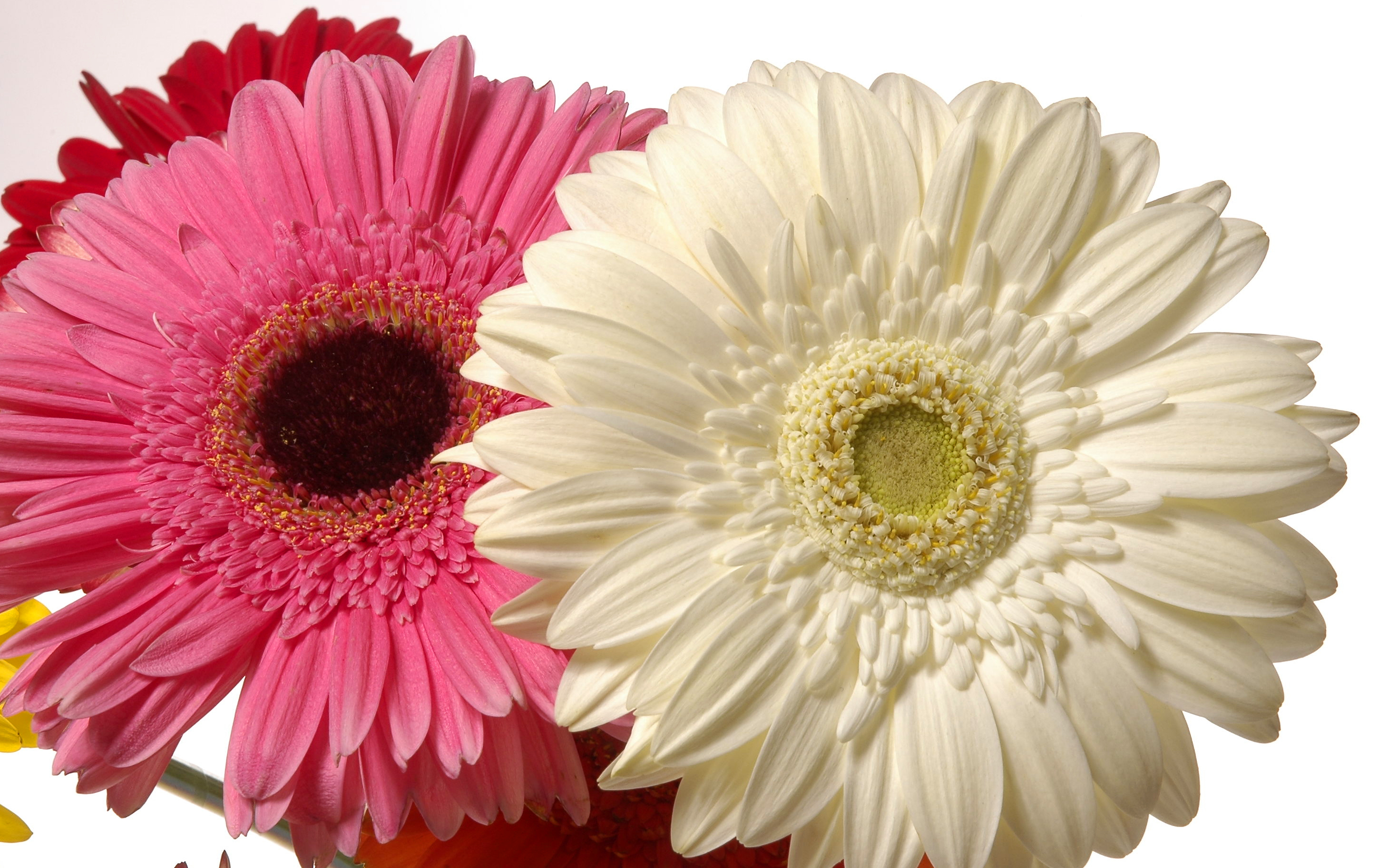
Гербера Джеймсона (Gerbera jamesonii)
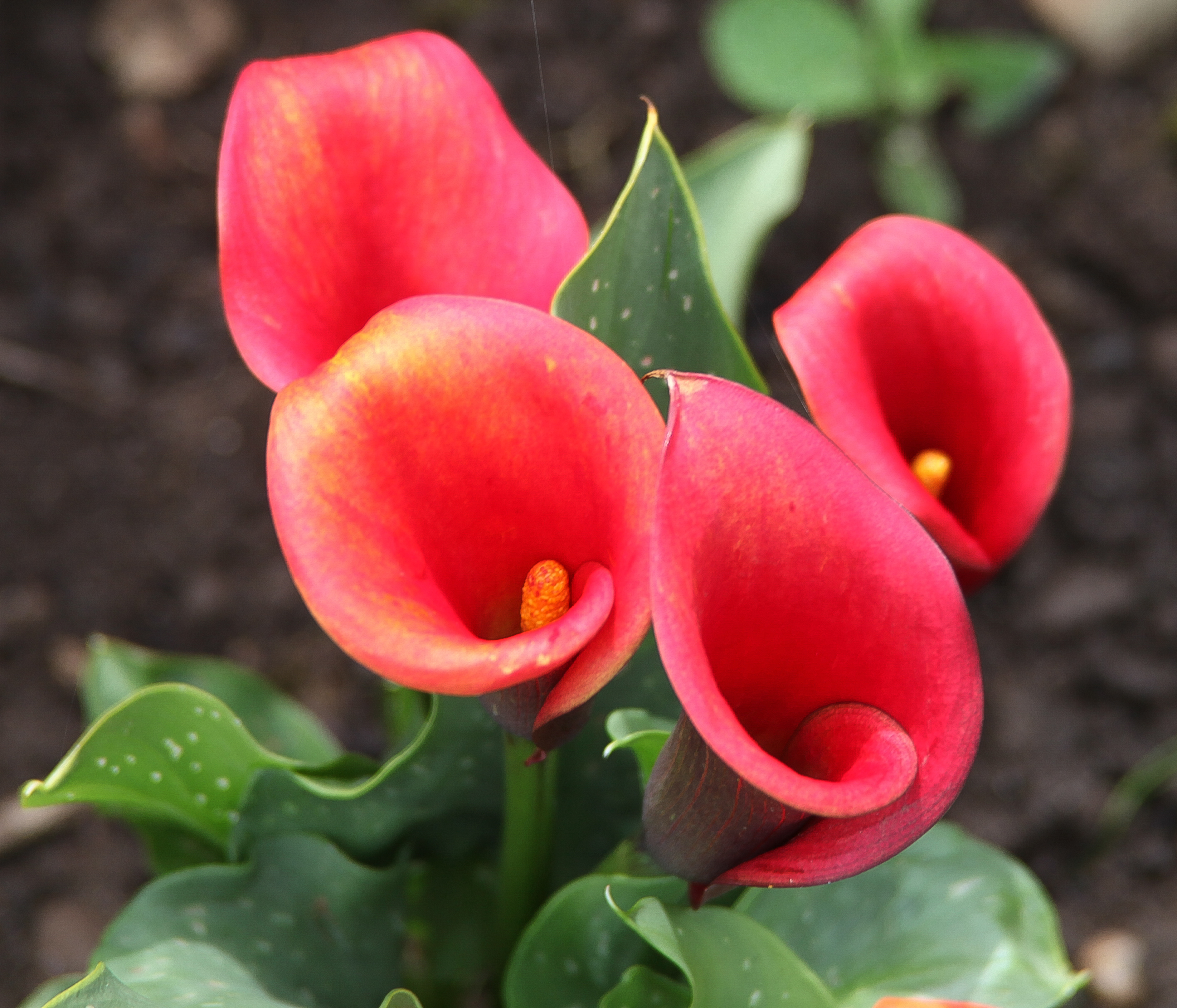
Зантедеския (Zantedeschia) 'Majestic Red'
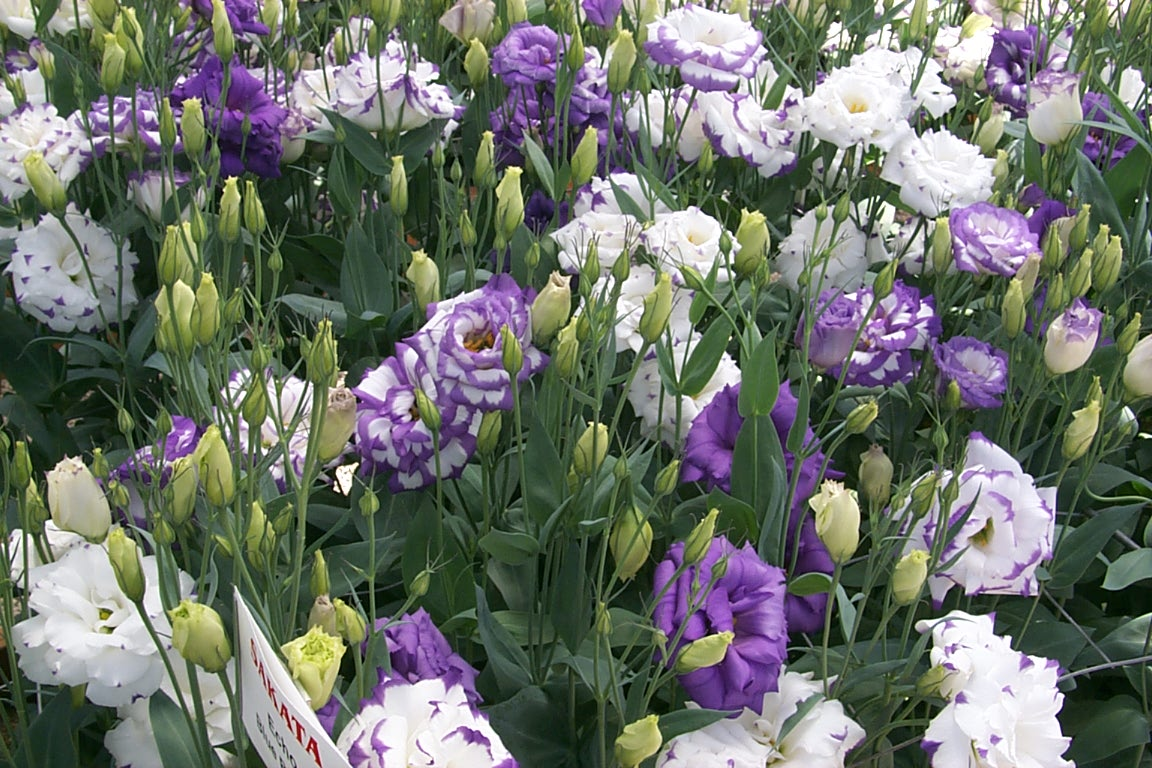
Lisianthus - Eustoma russelliana 'Echo'
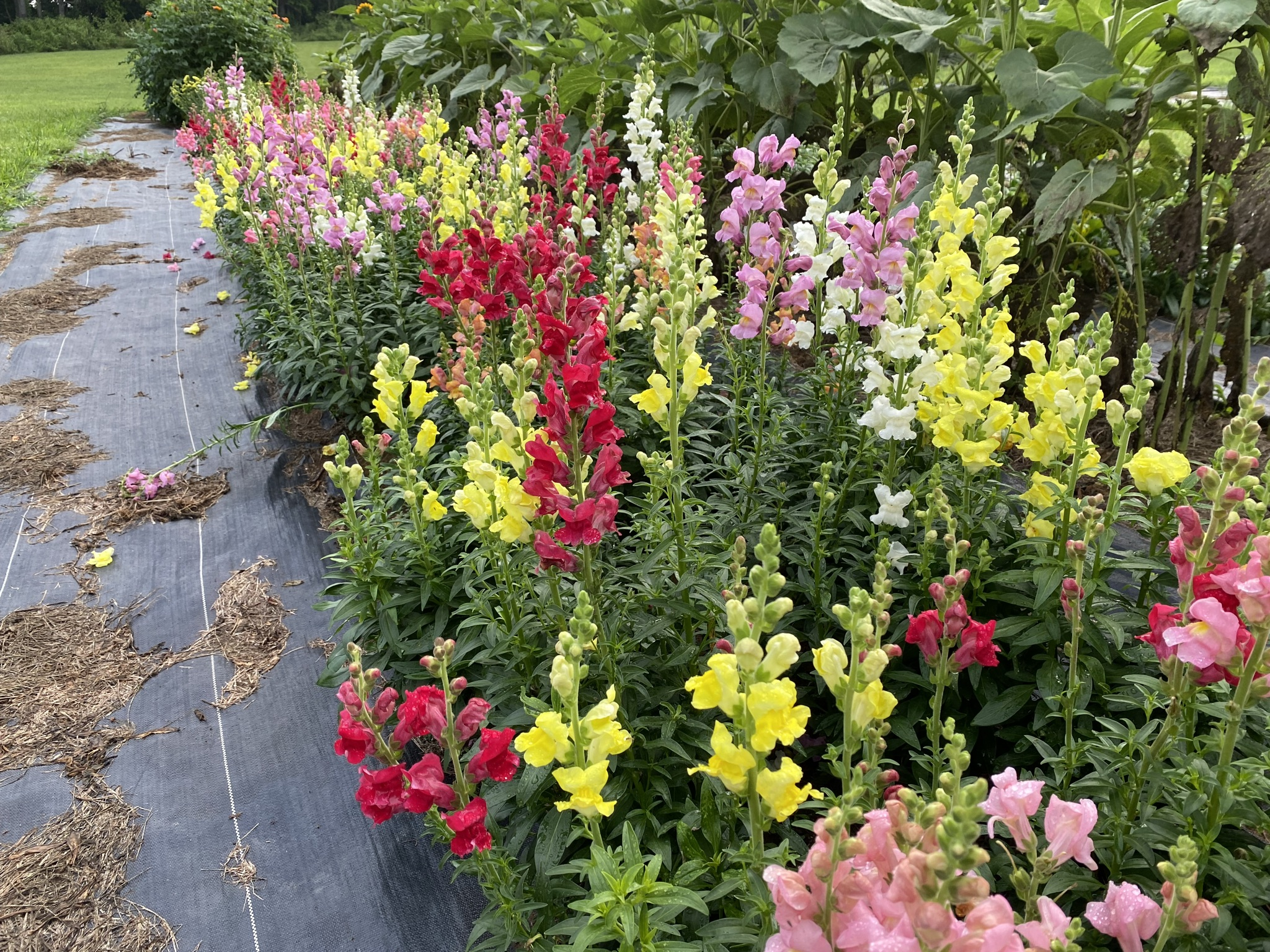
Snapdragon - Antirrhinum majus 'Rocket'
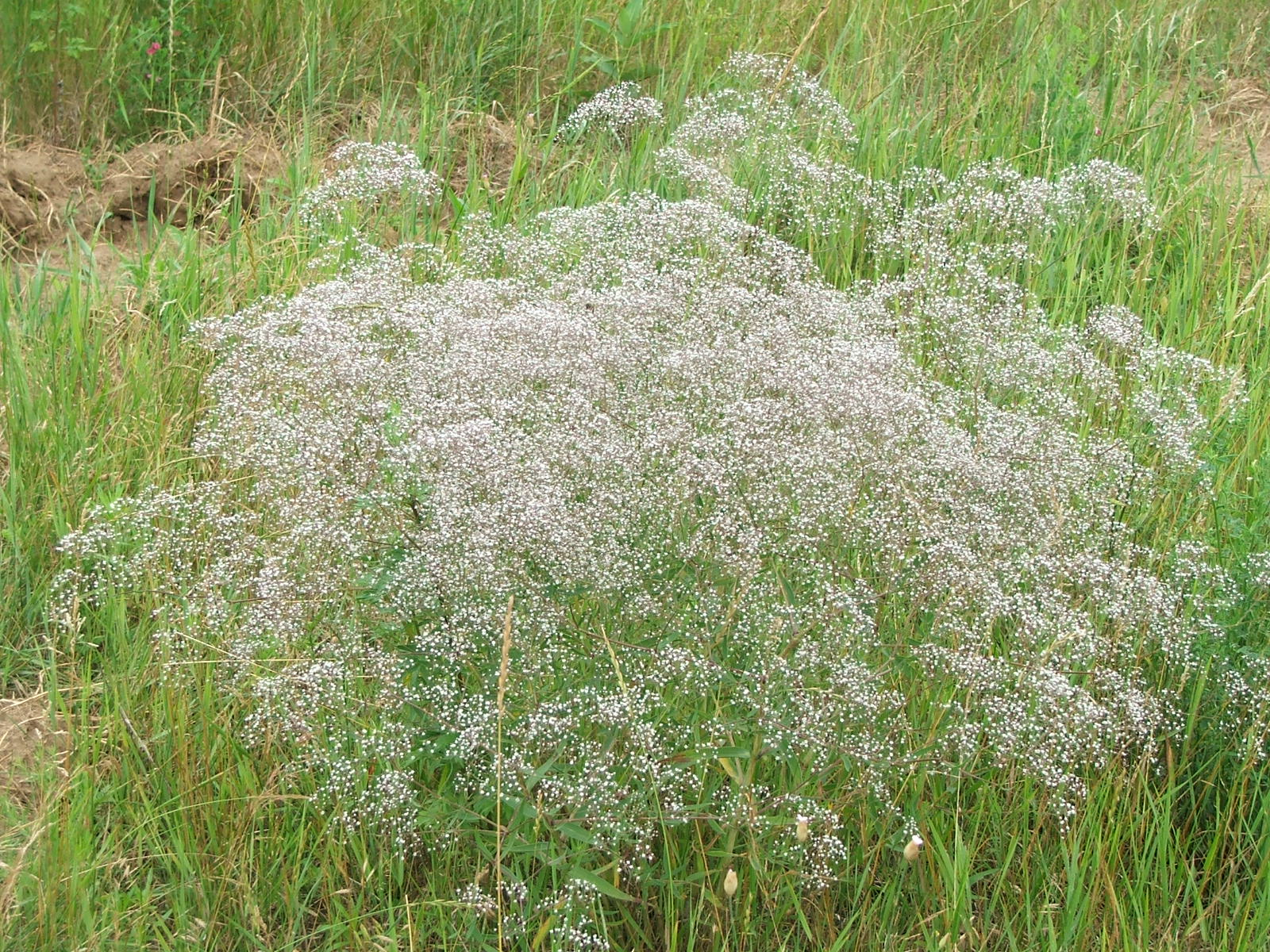
Baby's Breath - Gypsophila paniculata
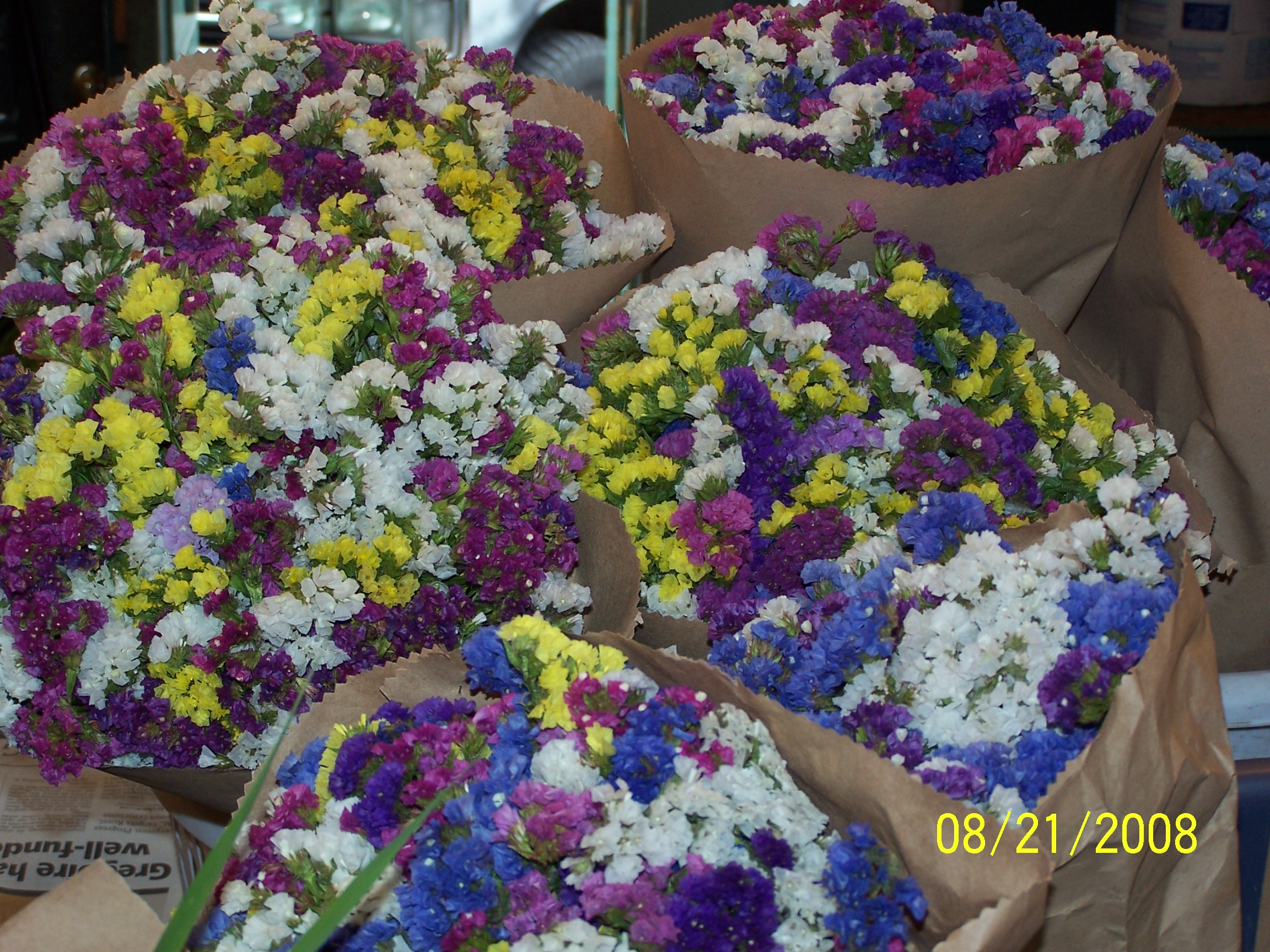
Кермек выемчатый (Limonium sinuatum)
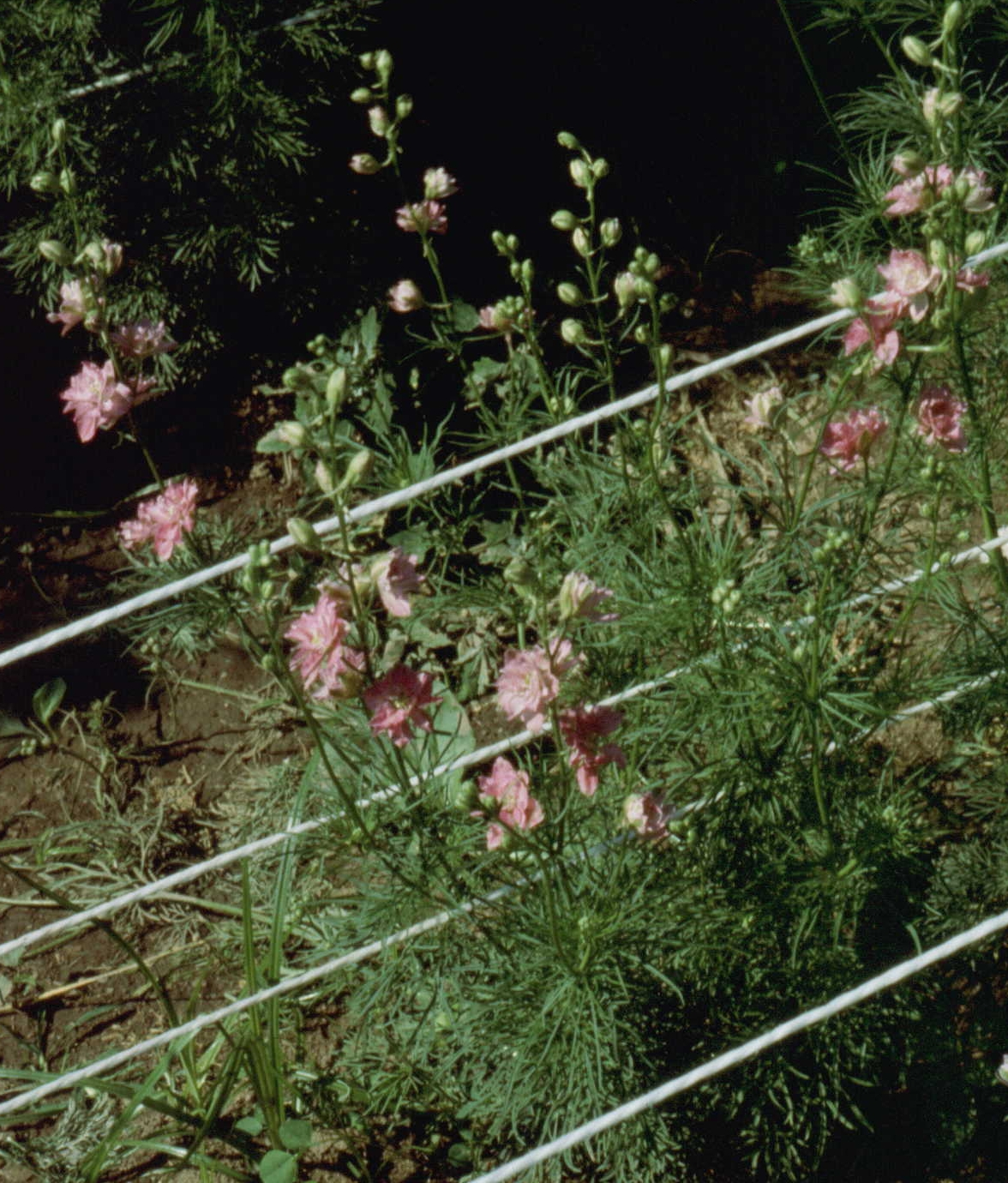
Larkspur - Consolida ajacis
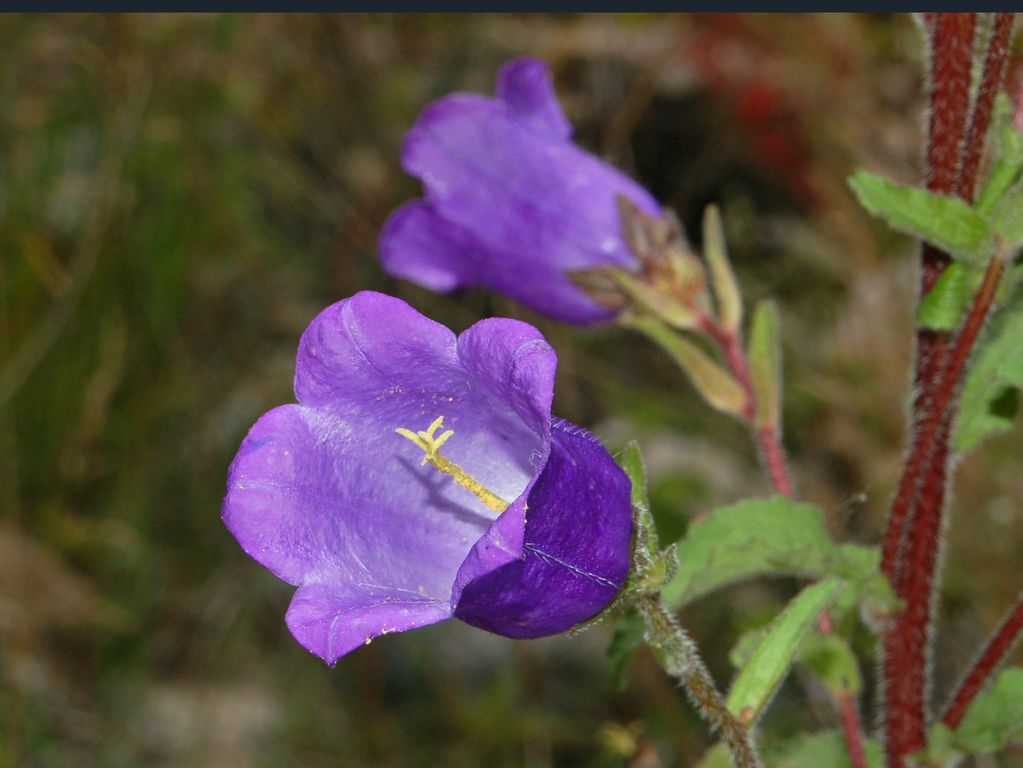
Колокольчик средний (Campanula medium)
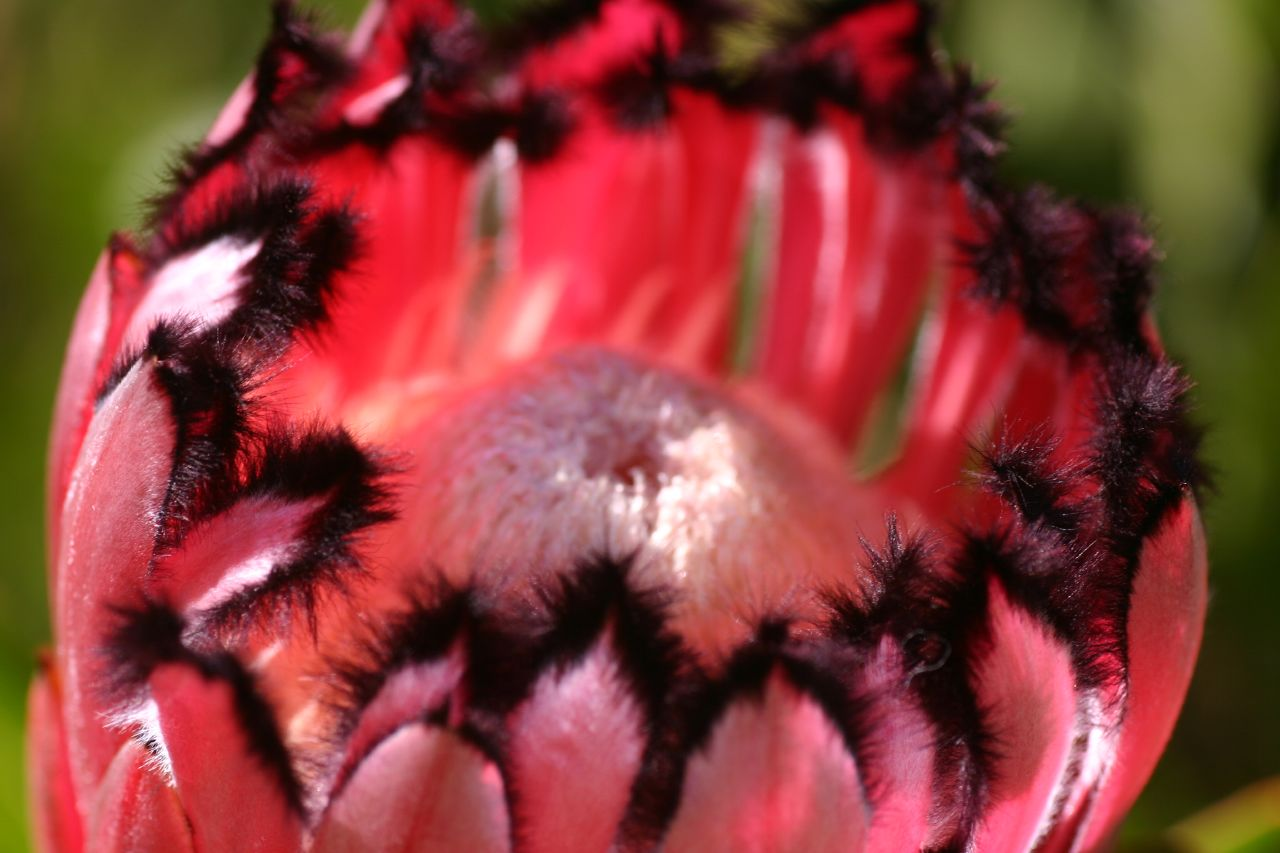
Протея олеандролистная (Protea neriifolia)
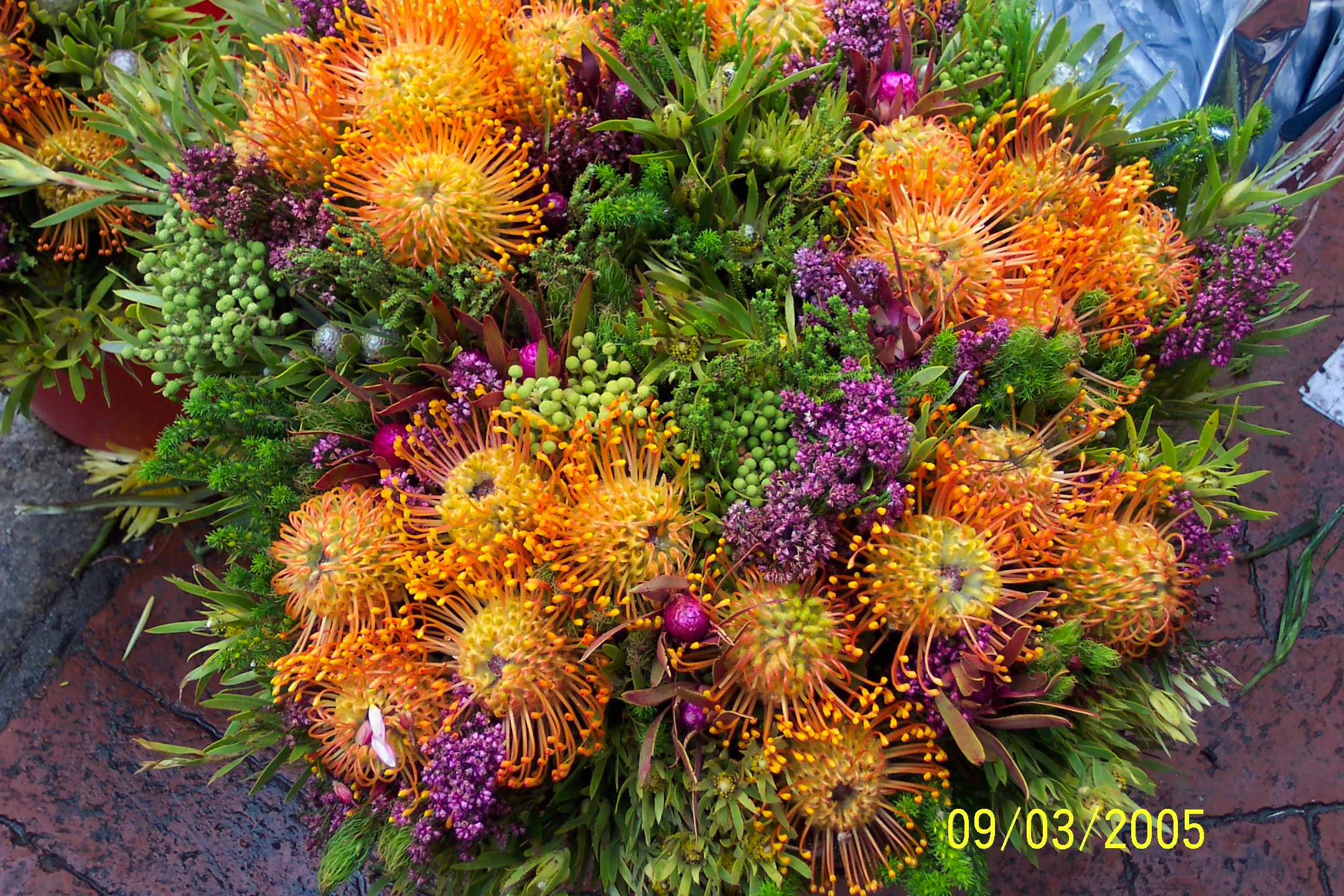
Leucospermum (Леукоспермум)
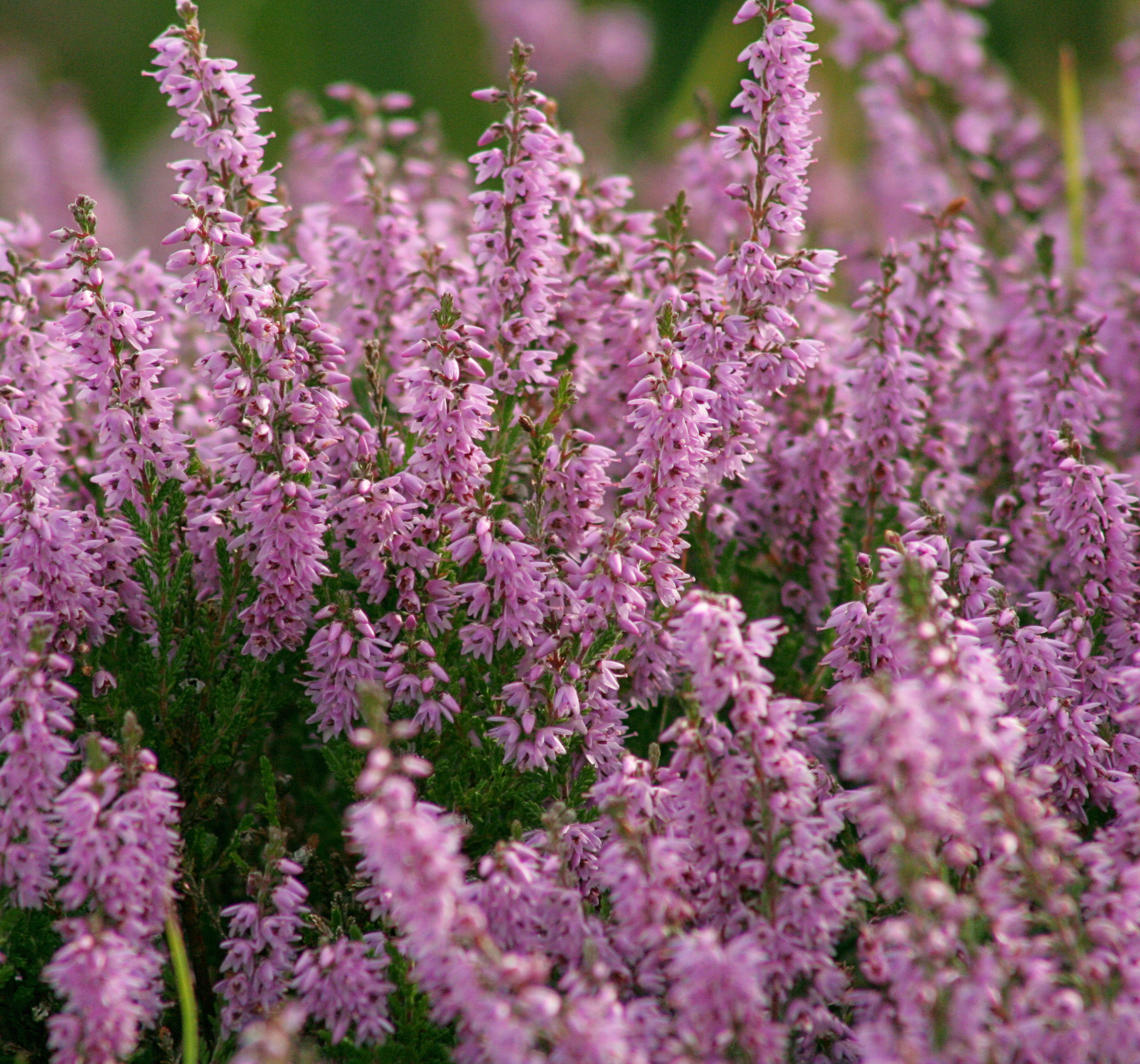
Вереск (Calluna vulgaris)
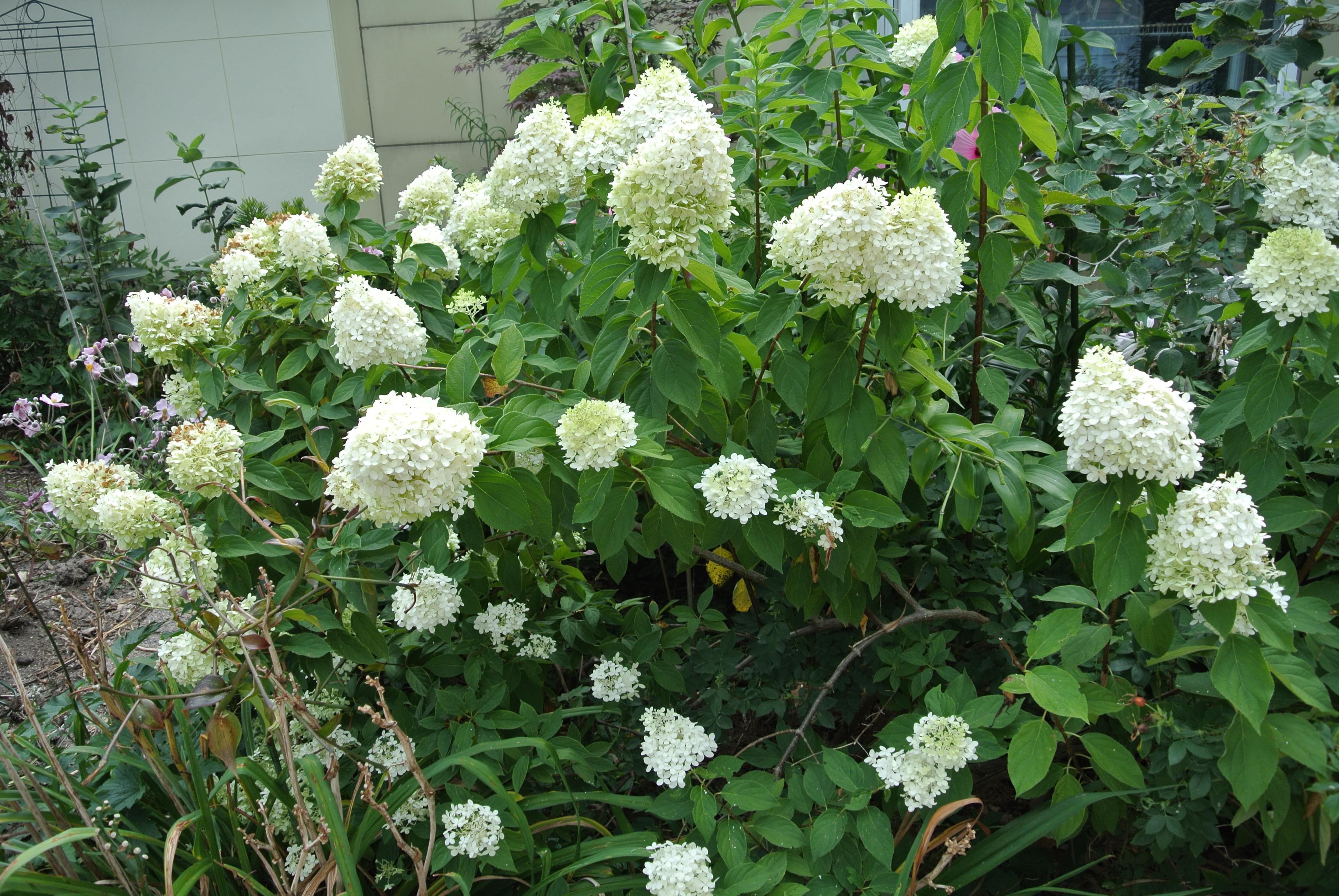
Гортензия метельчатая (Hydrangea paniculata) 'Limelight'
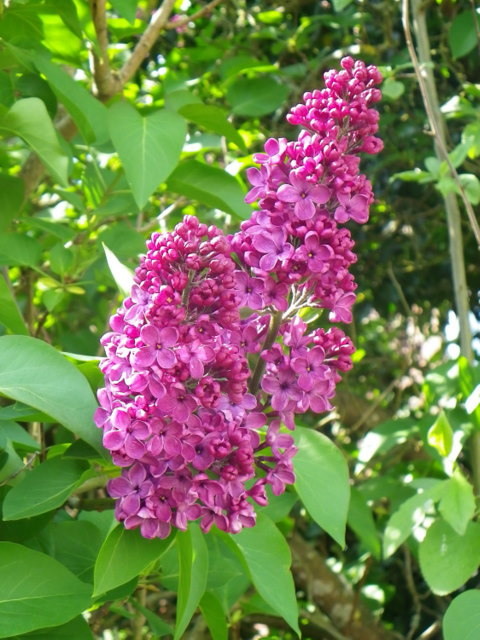
Сирень обыкновенная (Syringa vulgaris)
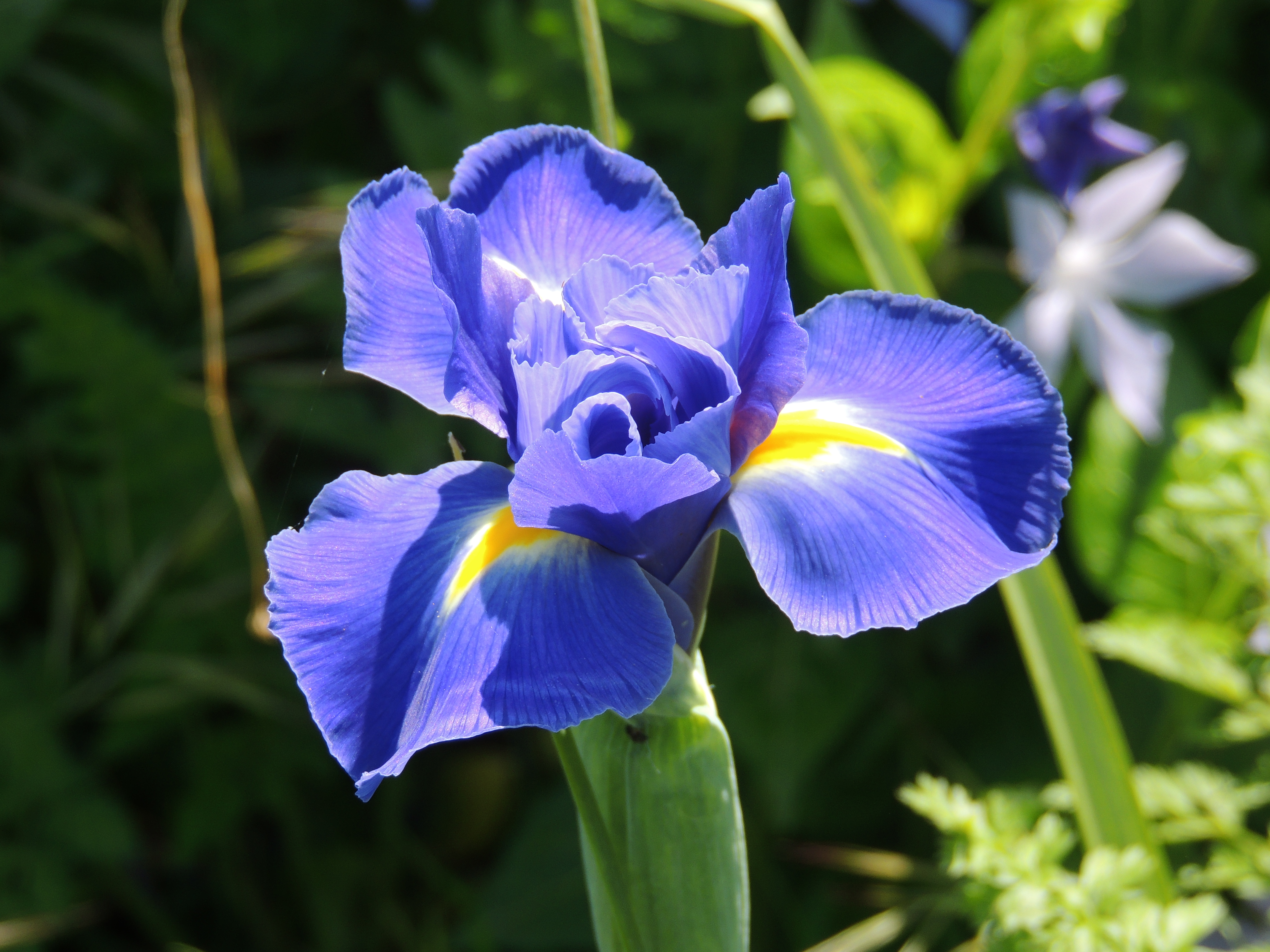
Ирис голландский (Iris × hollandica)
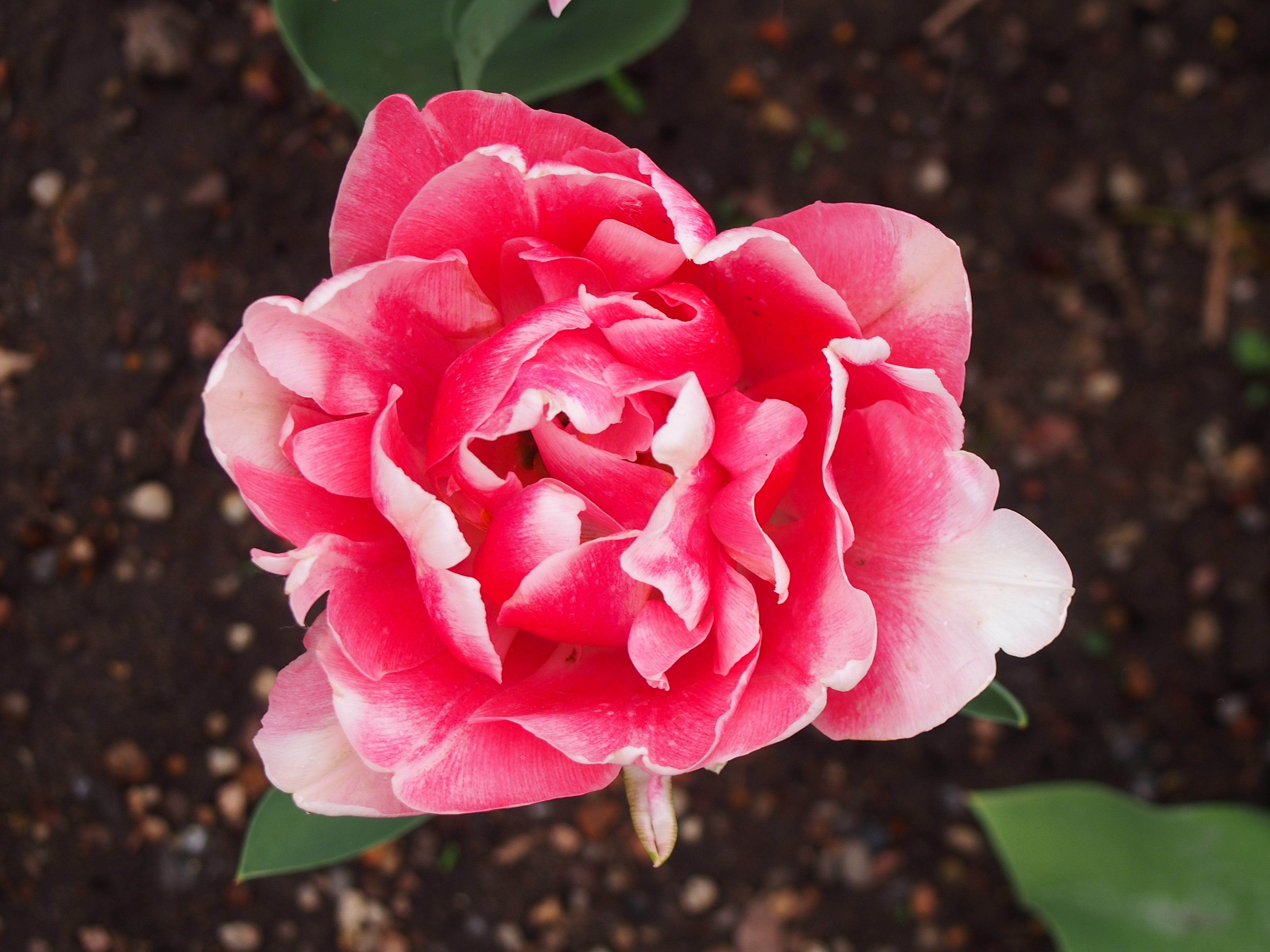
Double flowering Tulip - Tulipa 'Angelique'
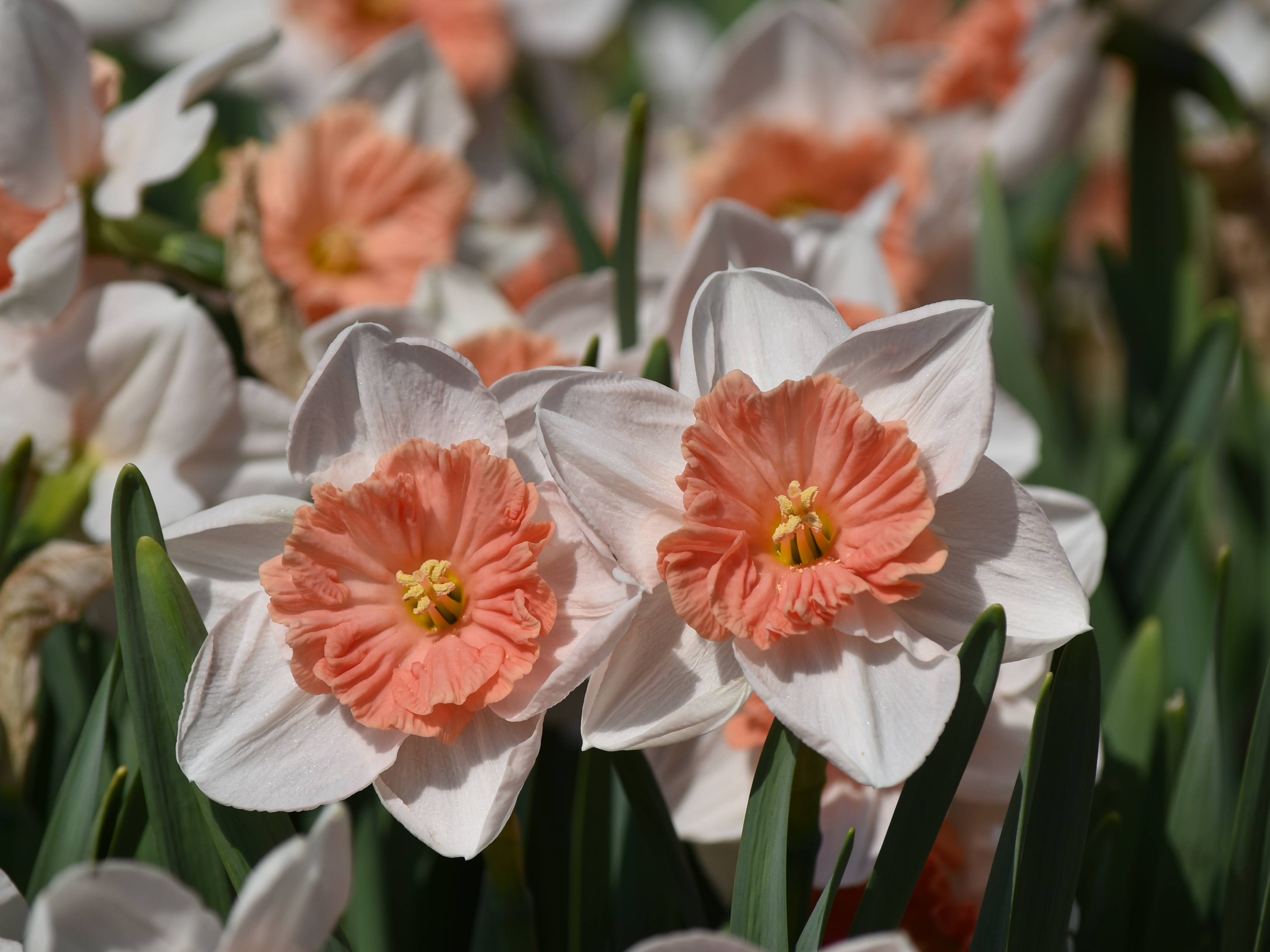
Daffodil - Narcissus pseudonarcissus 'Pyjama Party'
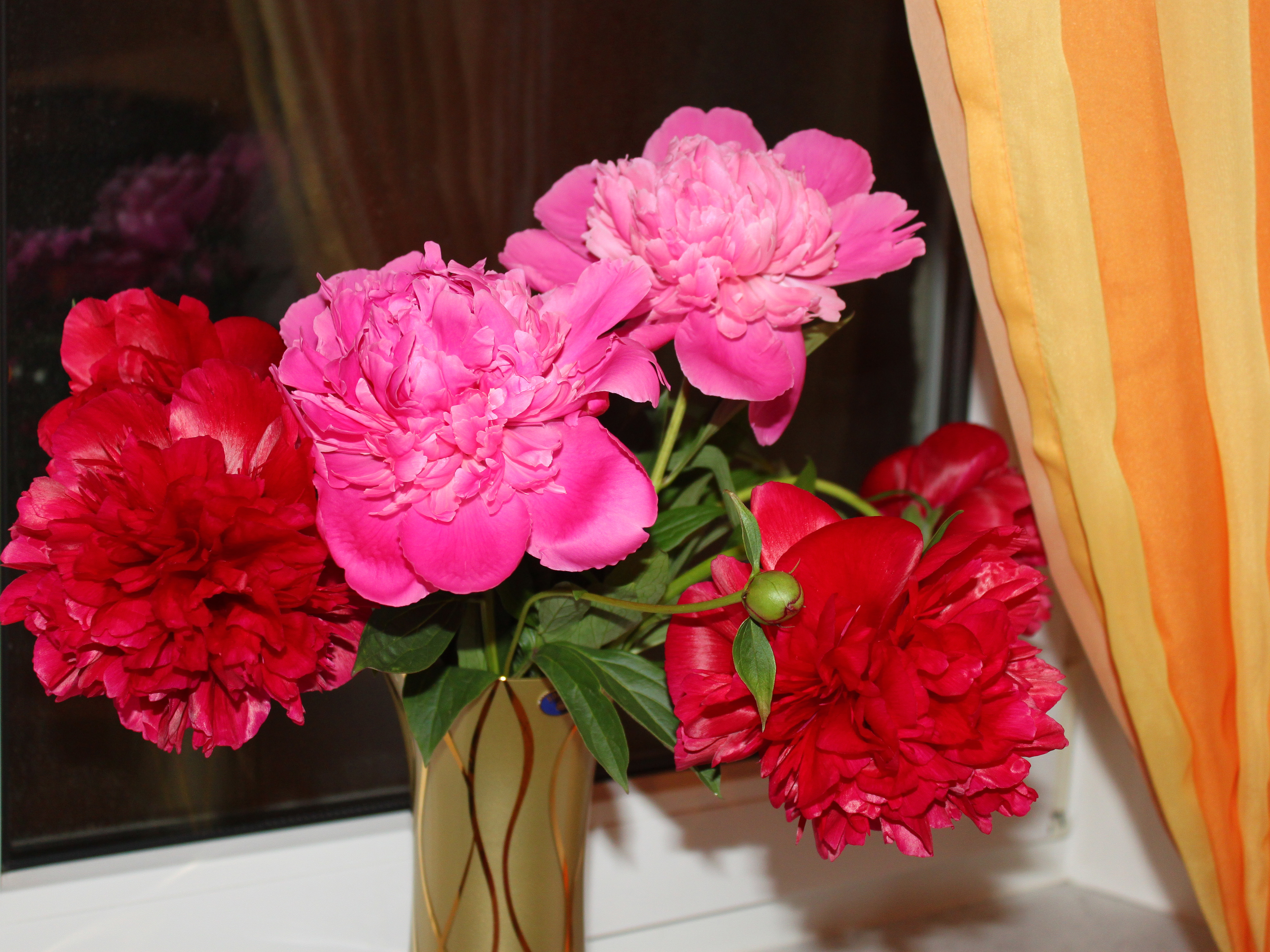
Пион молочноцветковый (Paeonia lactiflora)
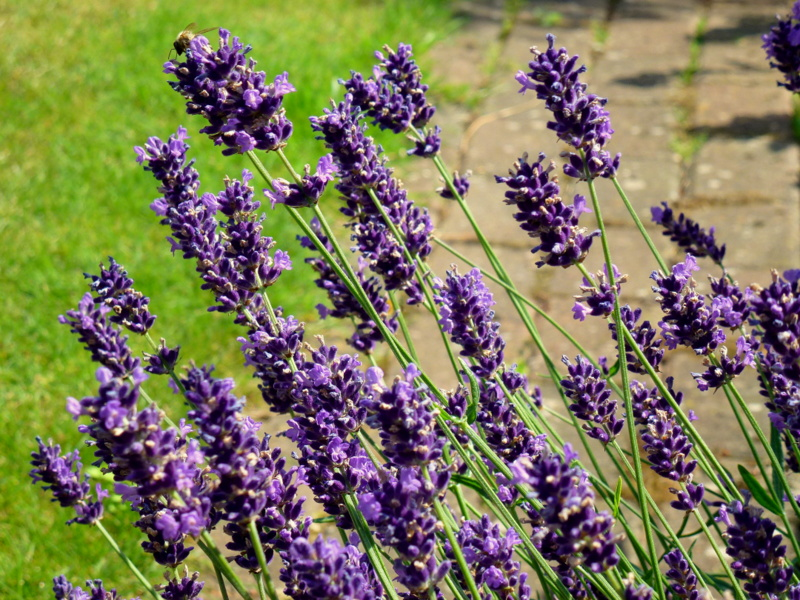
Лаванда узколистная (Lavandula angustifolia) 'Hidcote'
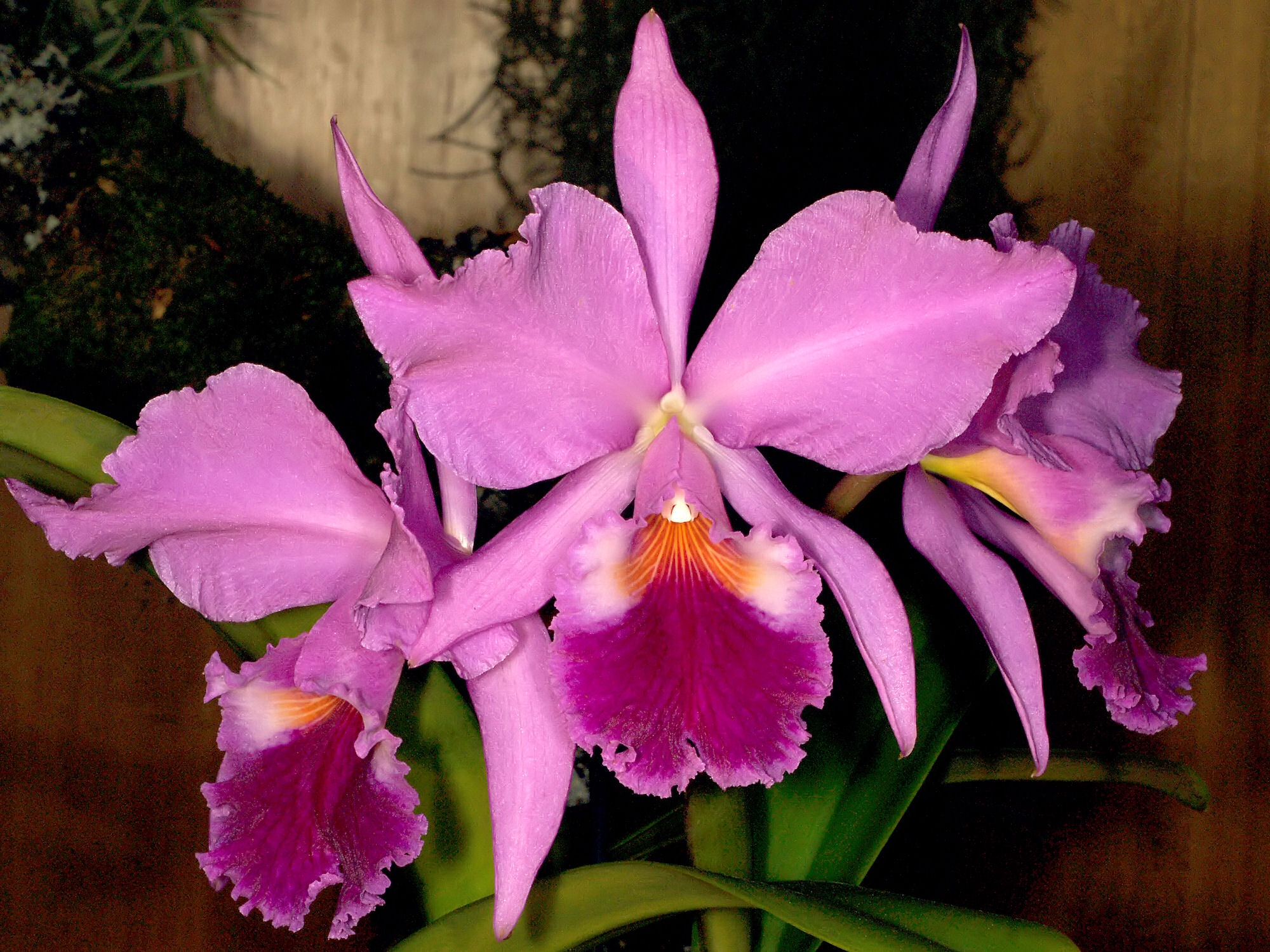
Каттлея губастая (Cattleya labiata)
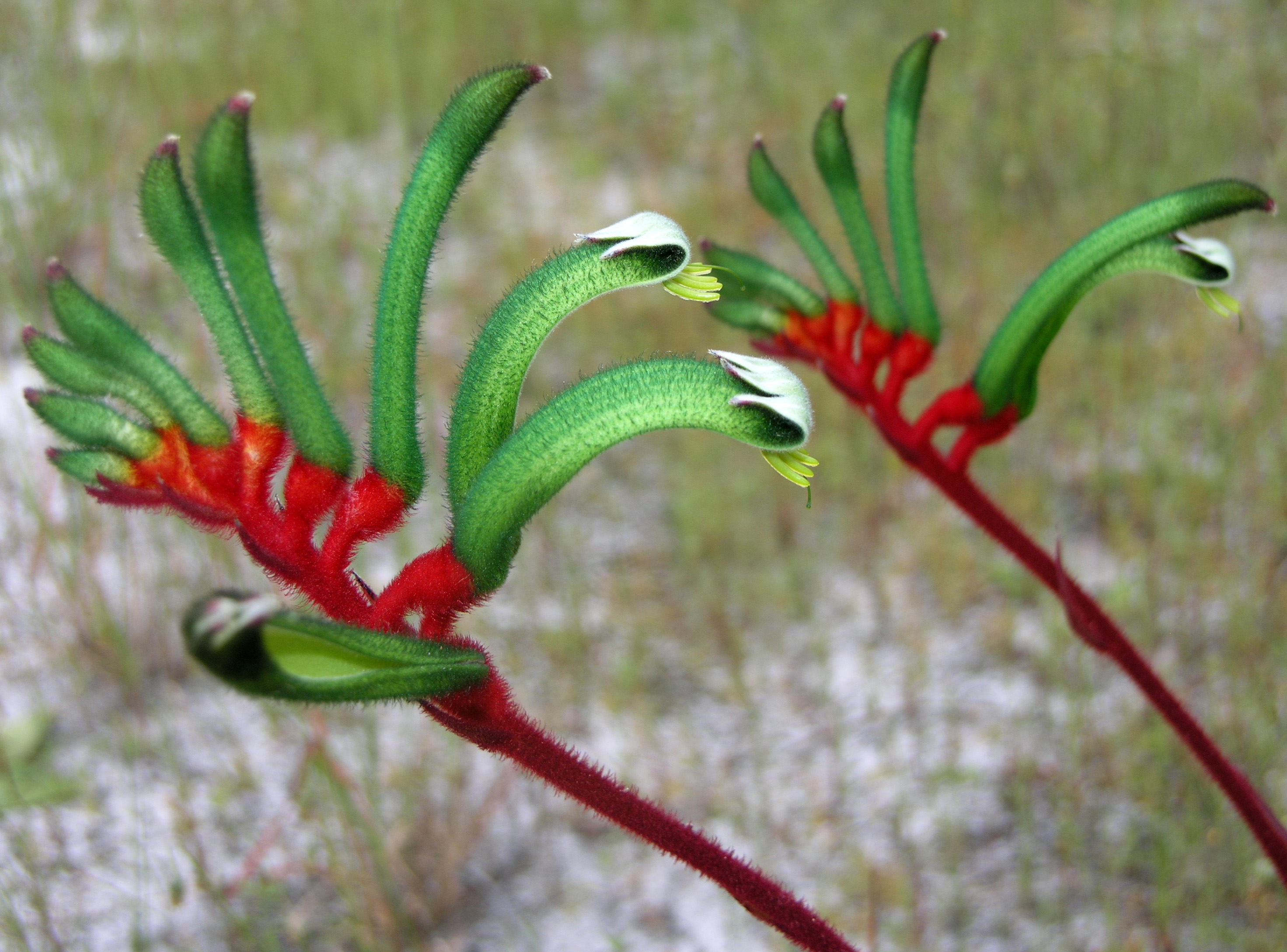
Анигозантос Мэнглза (Anigozanthos manglesii)
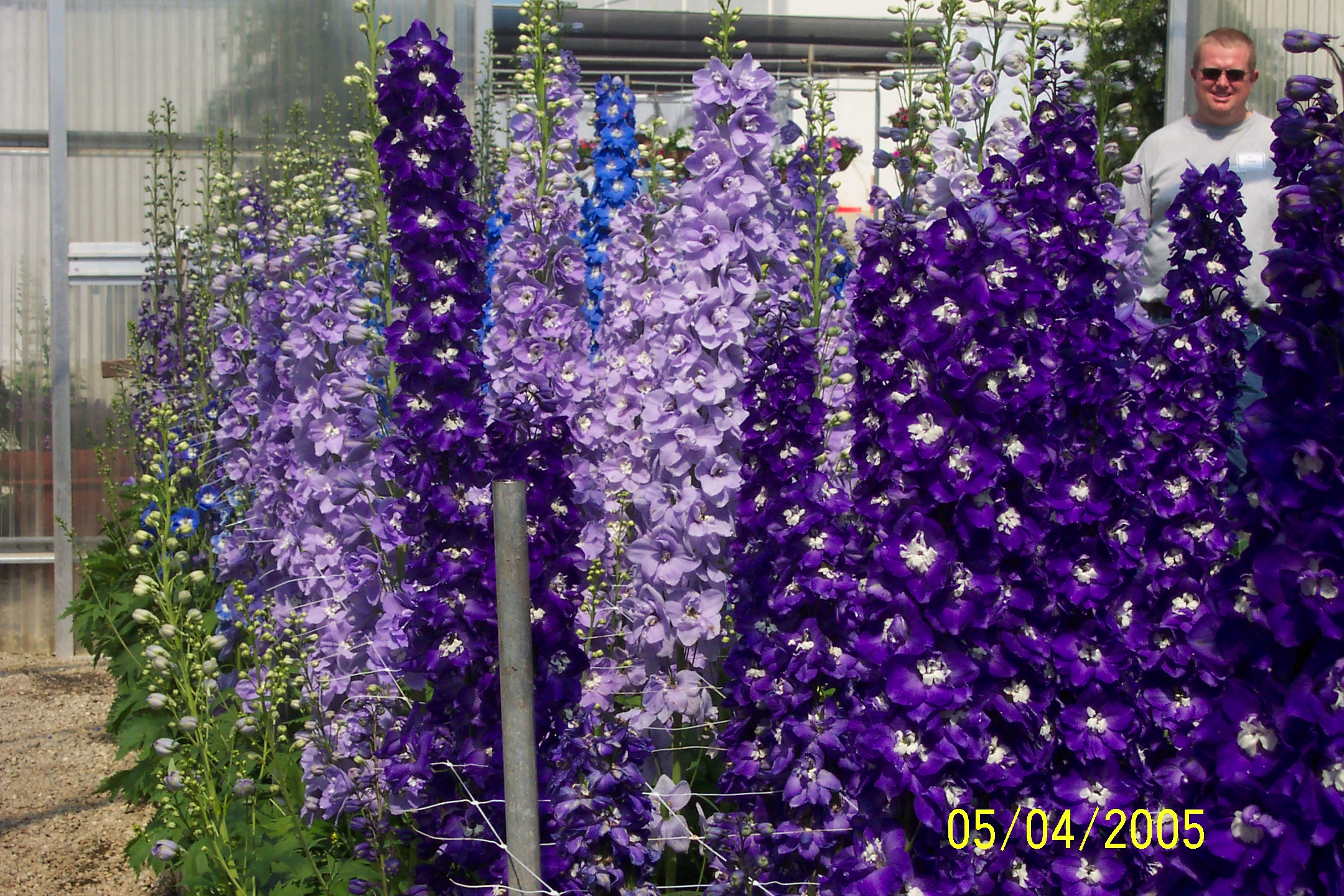
Живокость высокая (Delphinium elatum)
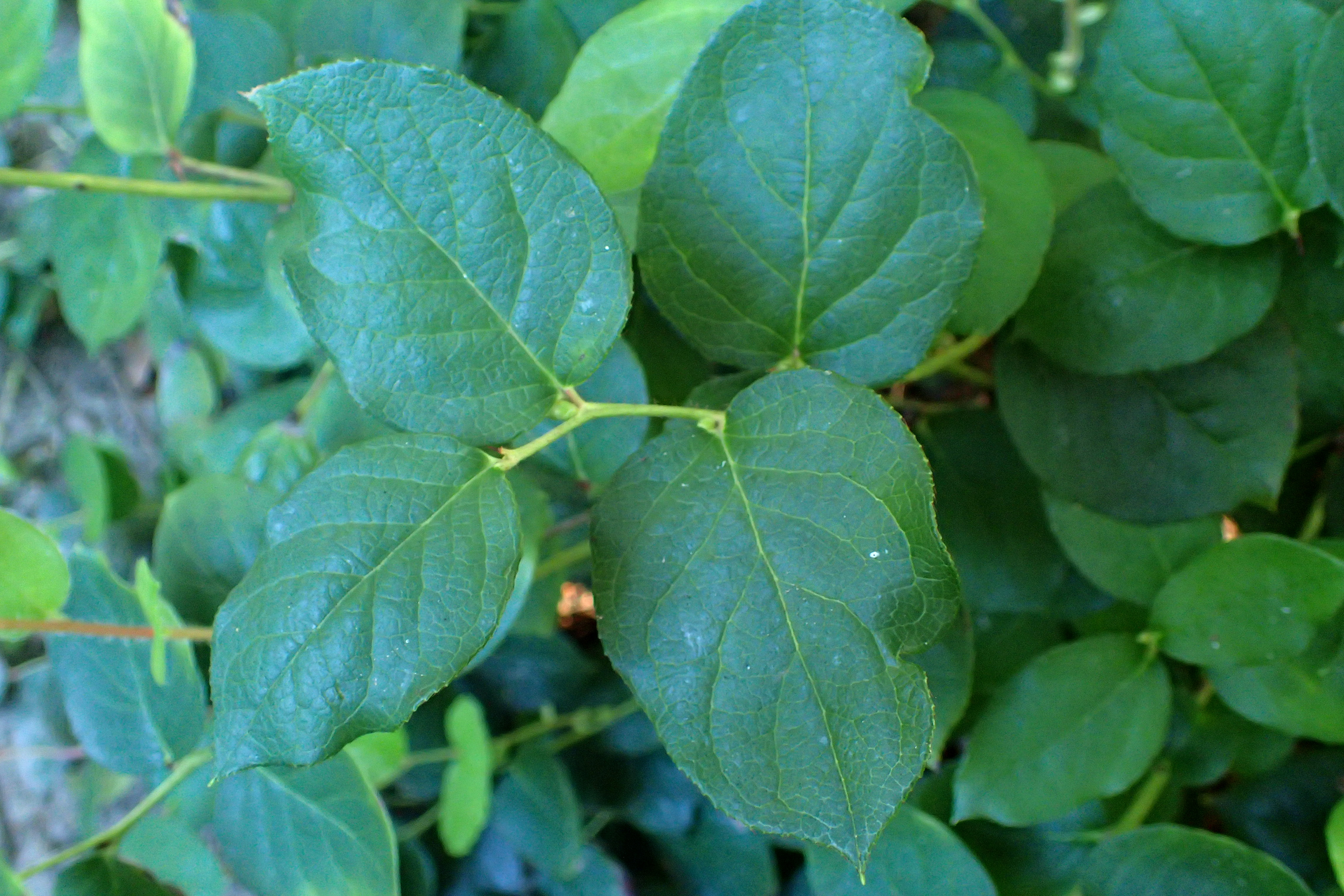
Зелень гаультерии шаллон (Gaultheria shallon)

Другие — Банксия маргината, Китайские фонарики — Алкекенги, Клематис — Клематис, Цикламен — Cyclamen persicum, Epacris impressa, Фуксия — Фуксия, Фрезия — Фрезия, Леукодендрон, Love-in-a-Mist — Nigella damascena, Анютины глазки - Viola x wittrockiana , Пеларгония, Примула — Примула, Протея

### Растения с теплой температурой
Растения предпочитающие расти при температурах от +18 до +30 °С.

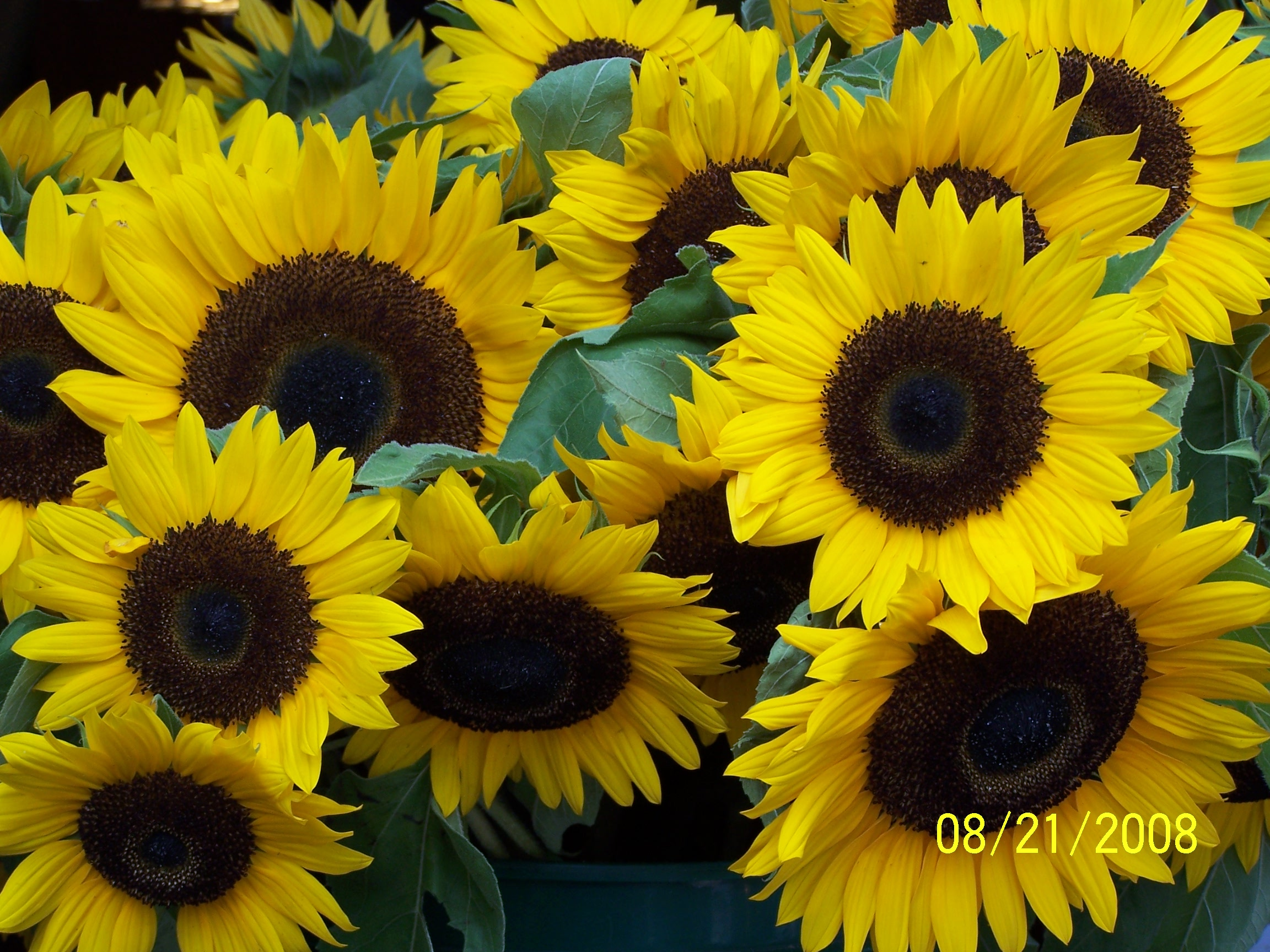
Подсолнечник однолетний (Helianthus annuus)
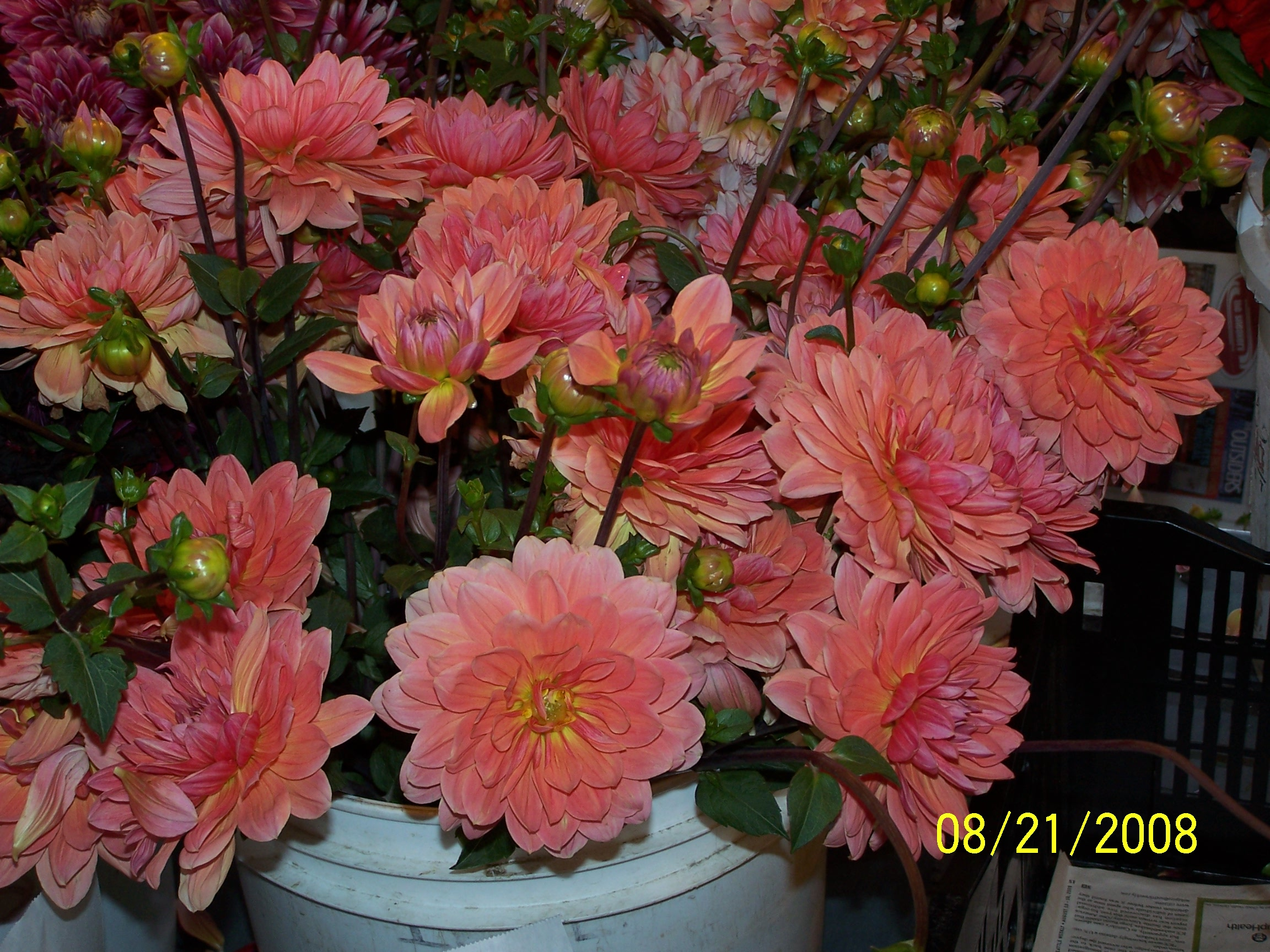
Георгина перистая (Dahlia pinnata)
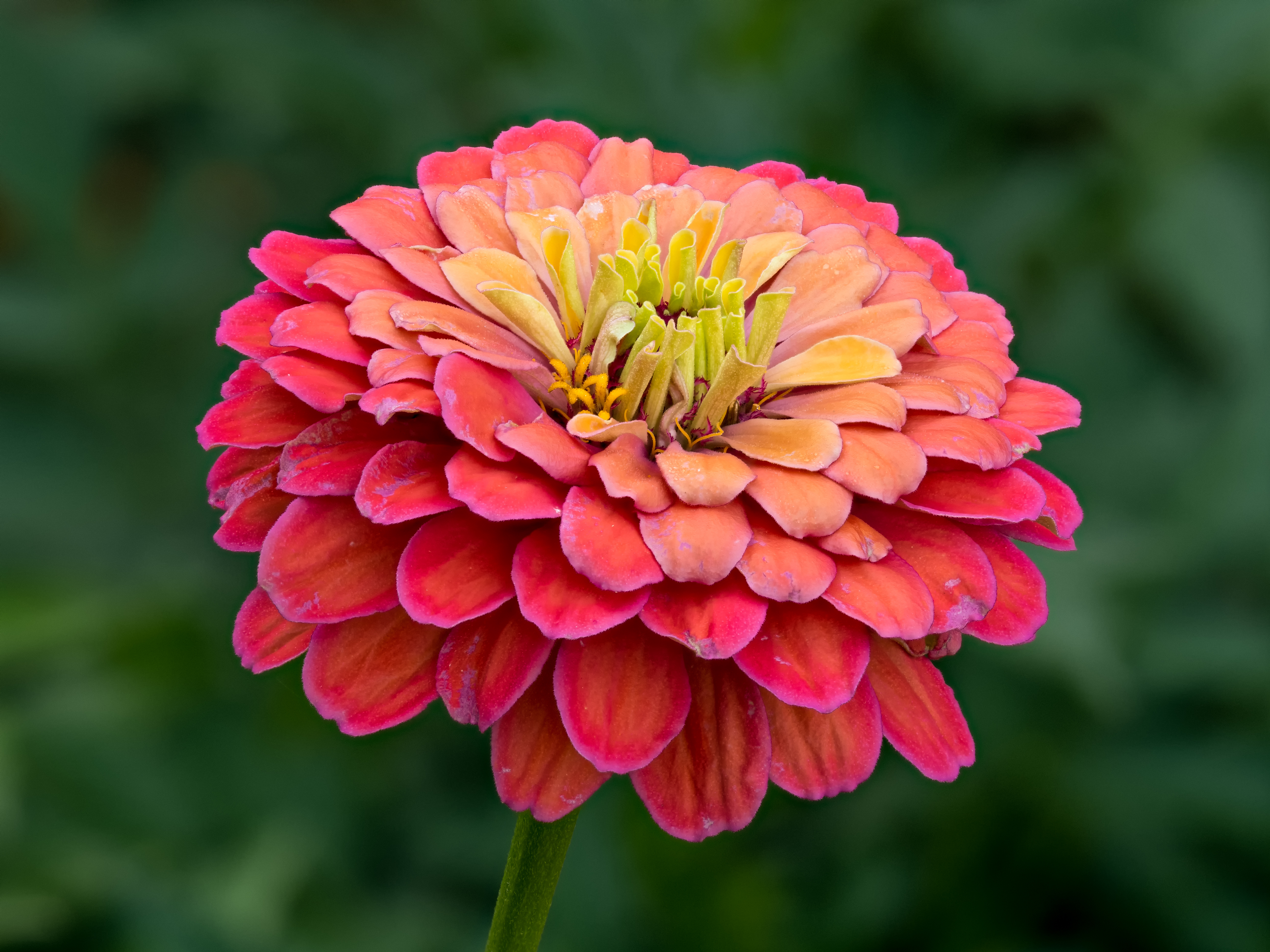
Цинния изящная (Zinnia elegans)
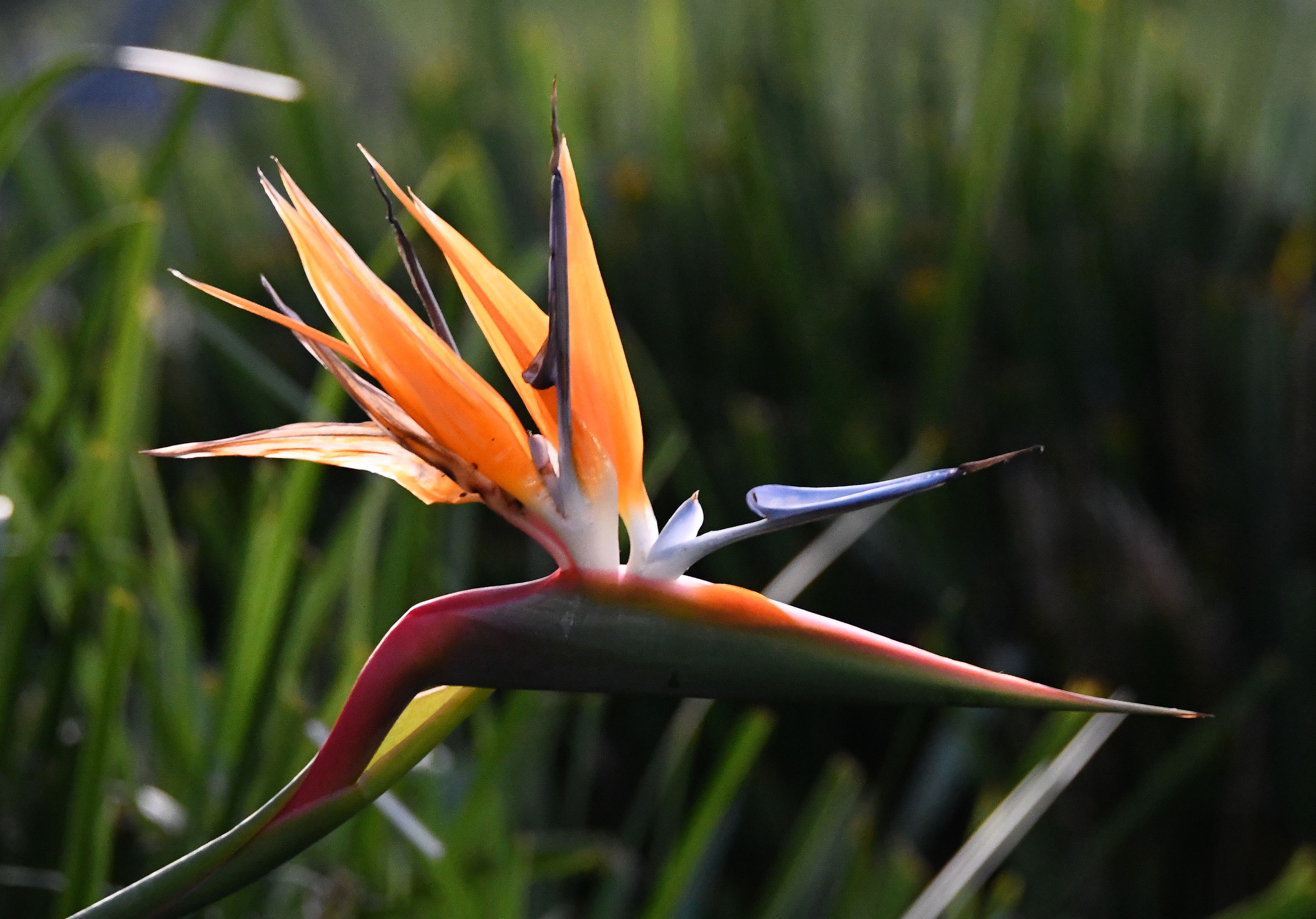
Стрелиция королевская (Strelitzia reginae)
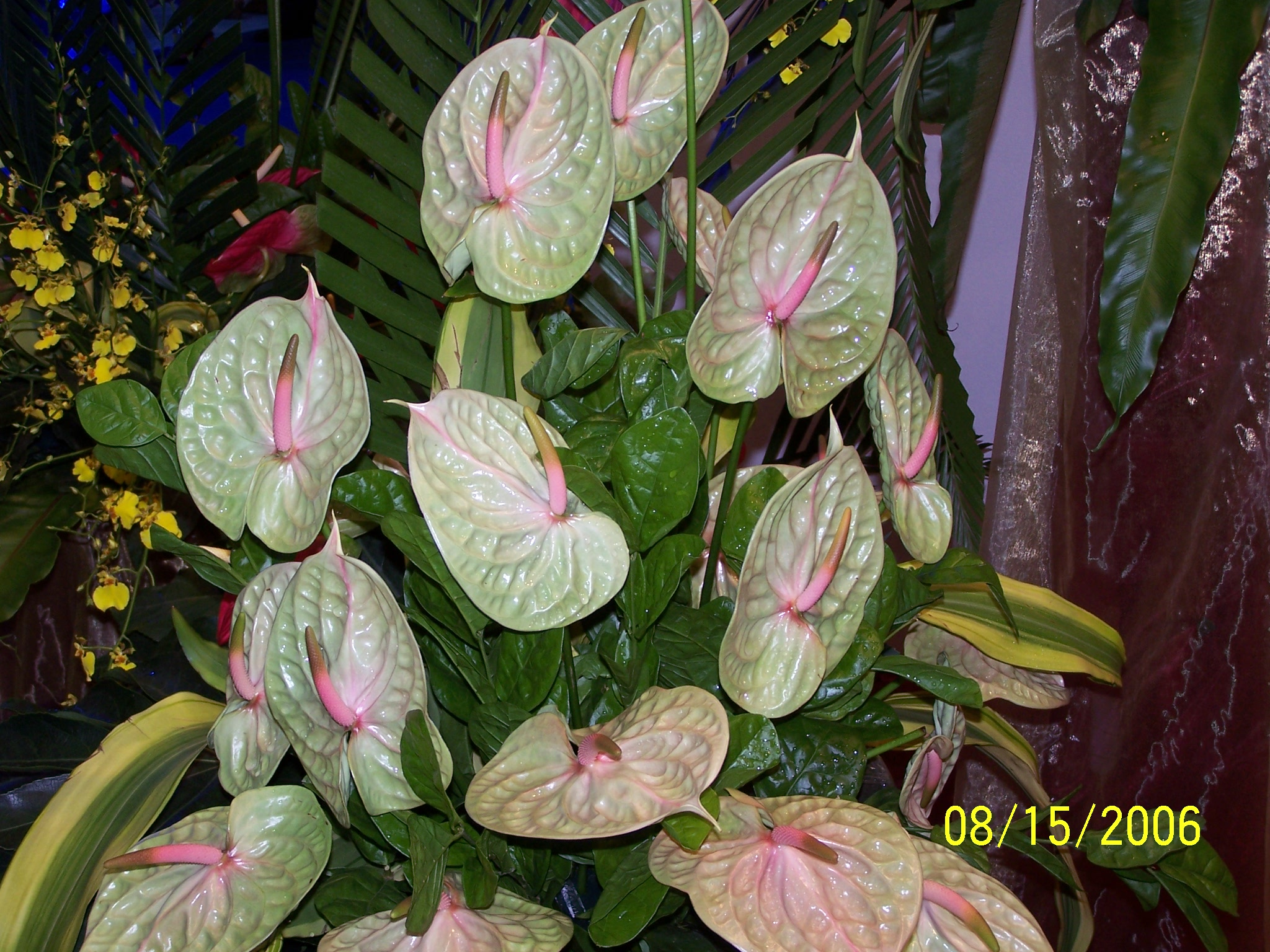
Антуриум Андре (Anthurium andraeanum)
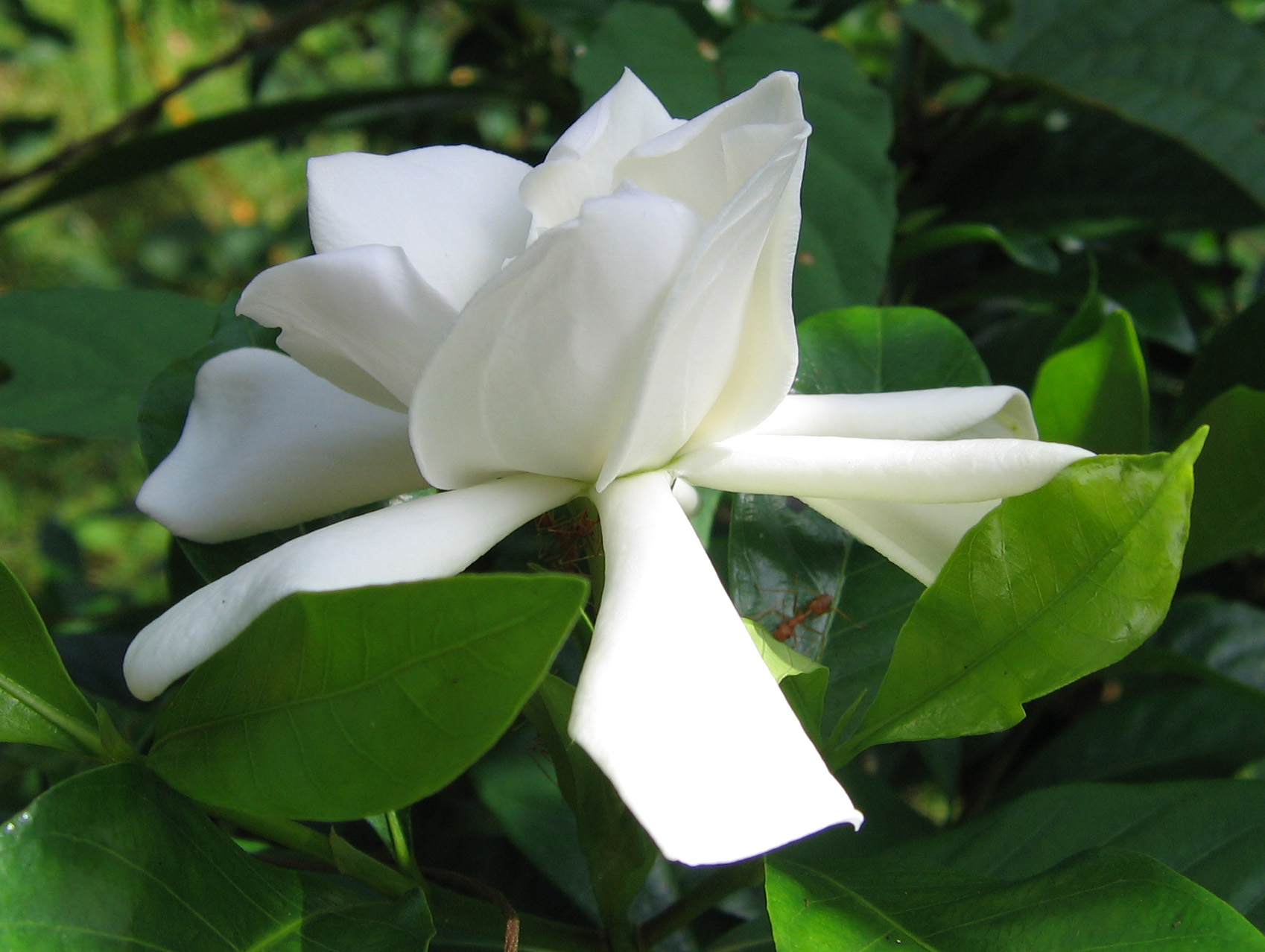
Гардения жасминовидная (Gardenia jasminoides)
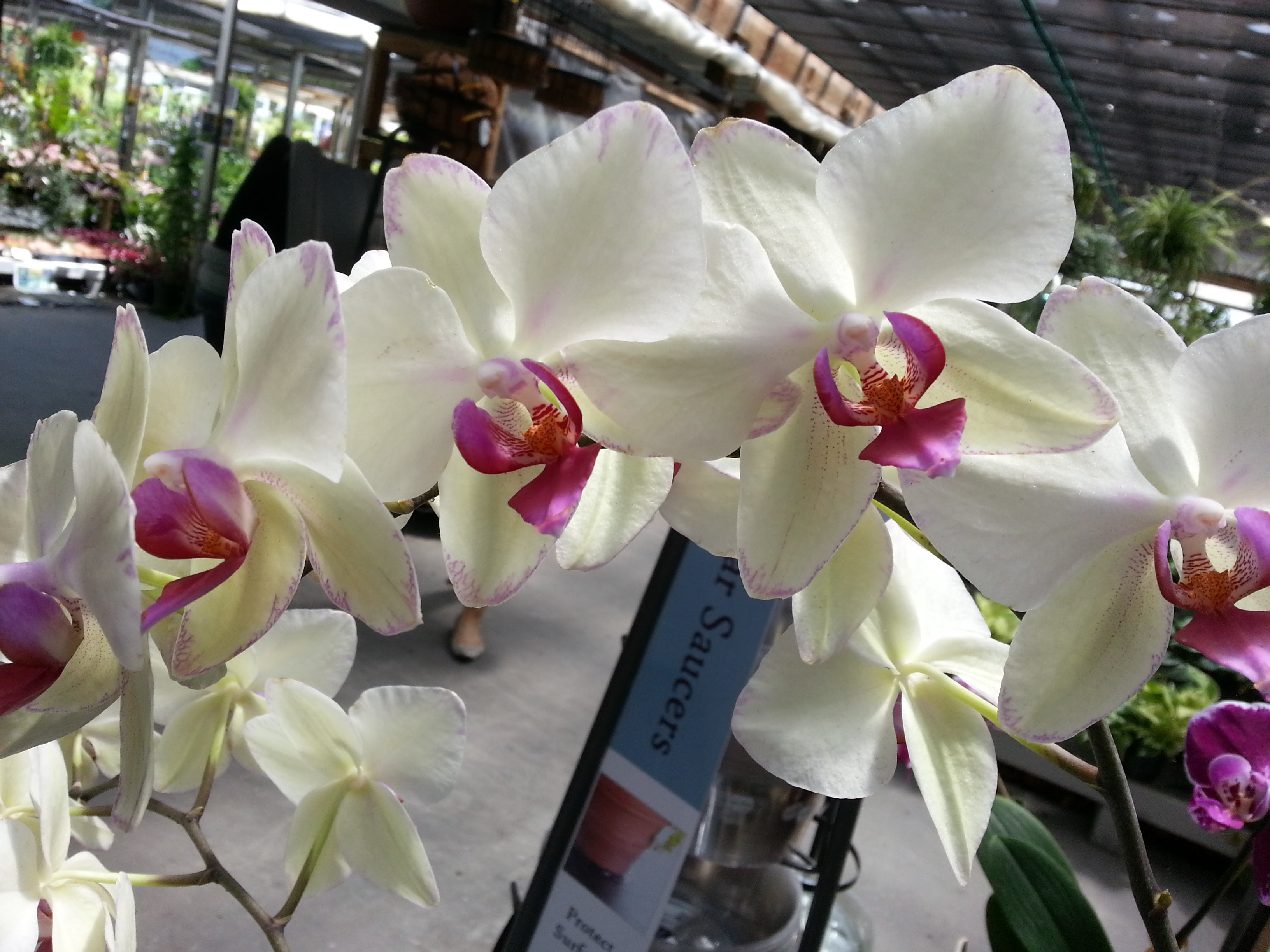
Фаленопсис (Phalaenopsis)
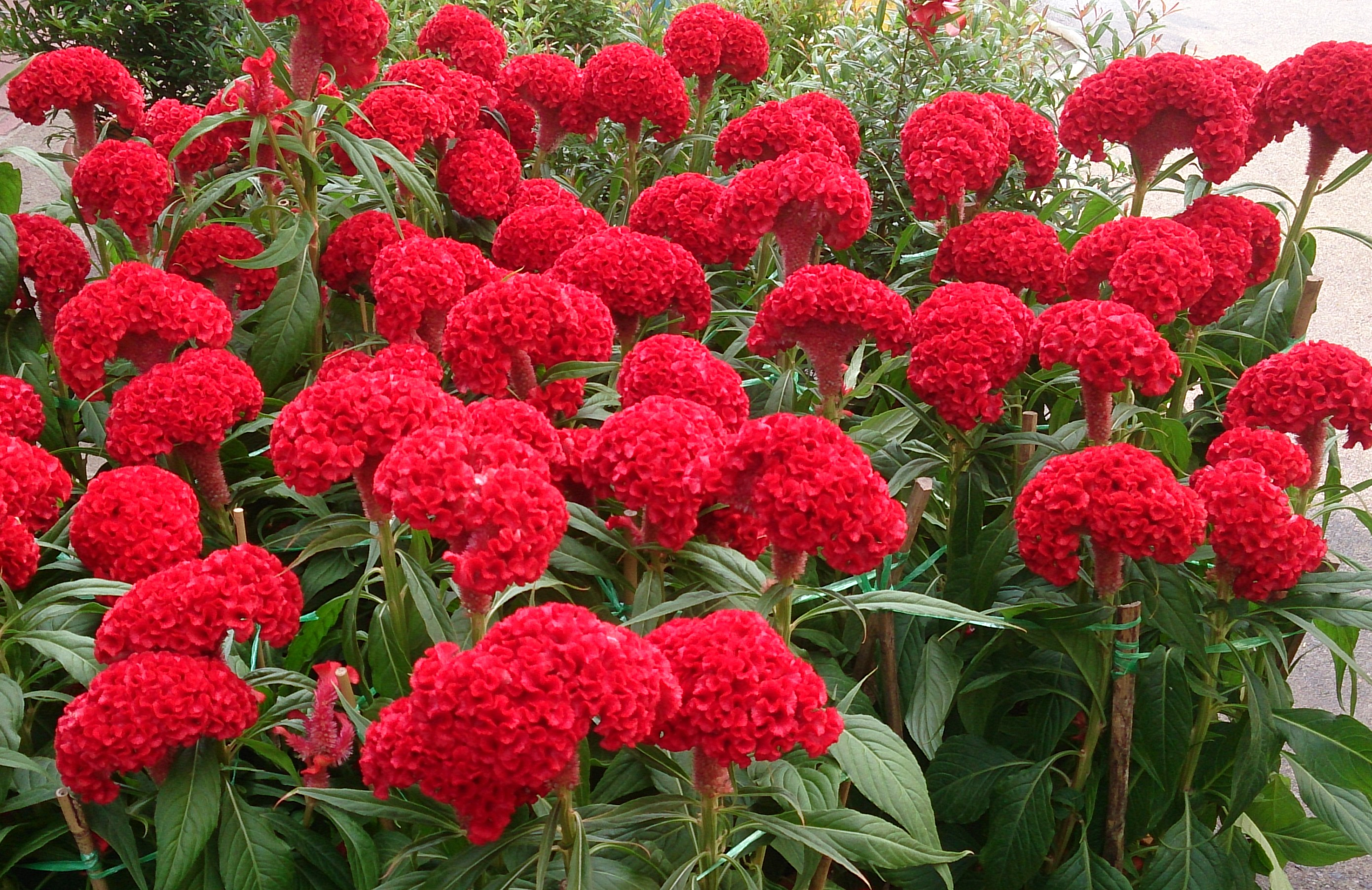
Целозия серебристая (Celosia argentea)Cockscomb -
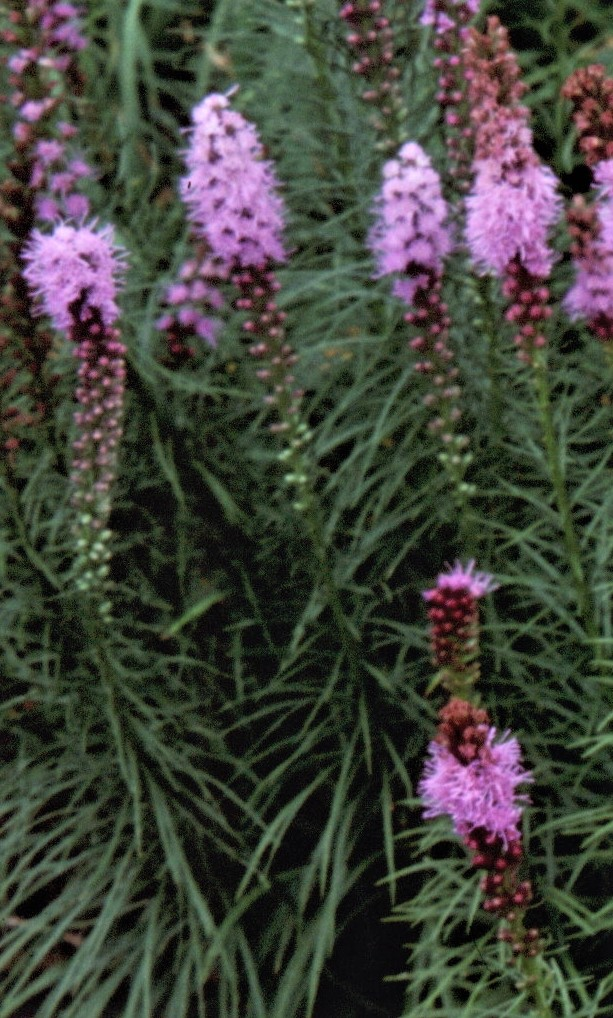
Лиатрис колосистый (Liatris spicata) 'Kobold'
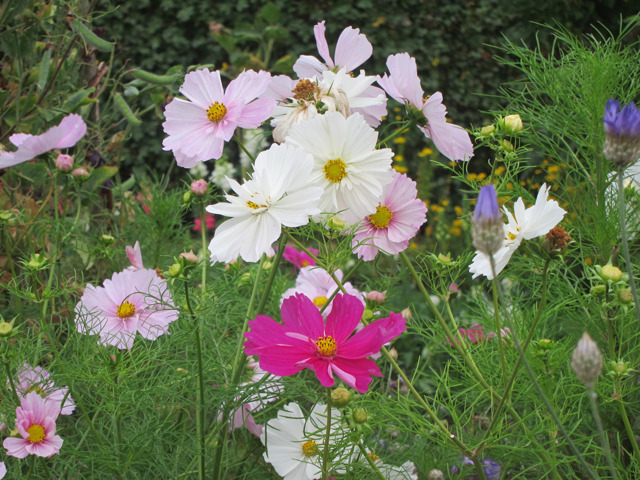
Космея дваждыперистая (Cosmos bipinnatus)
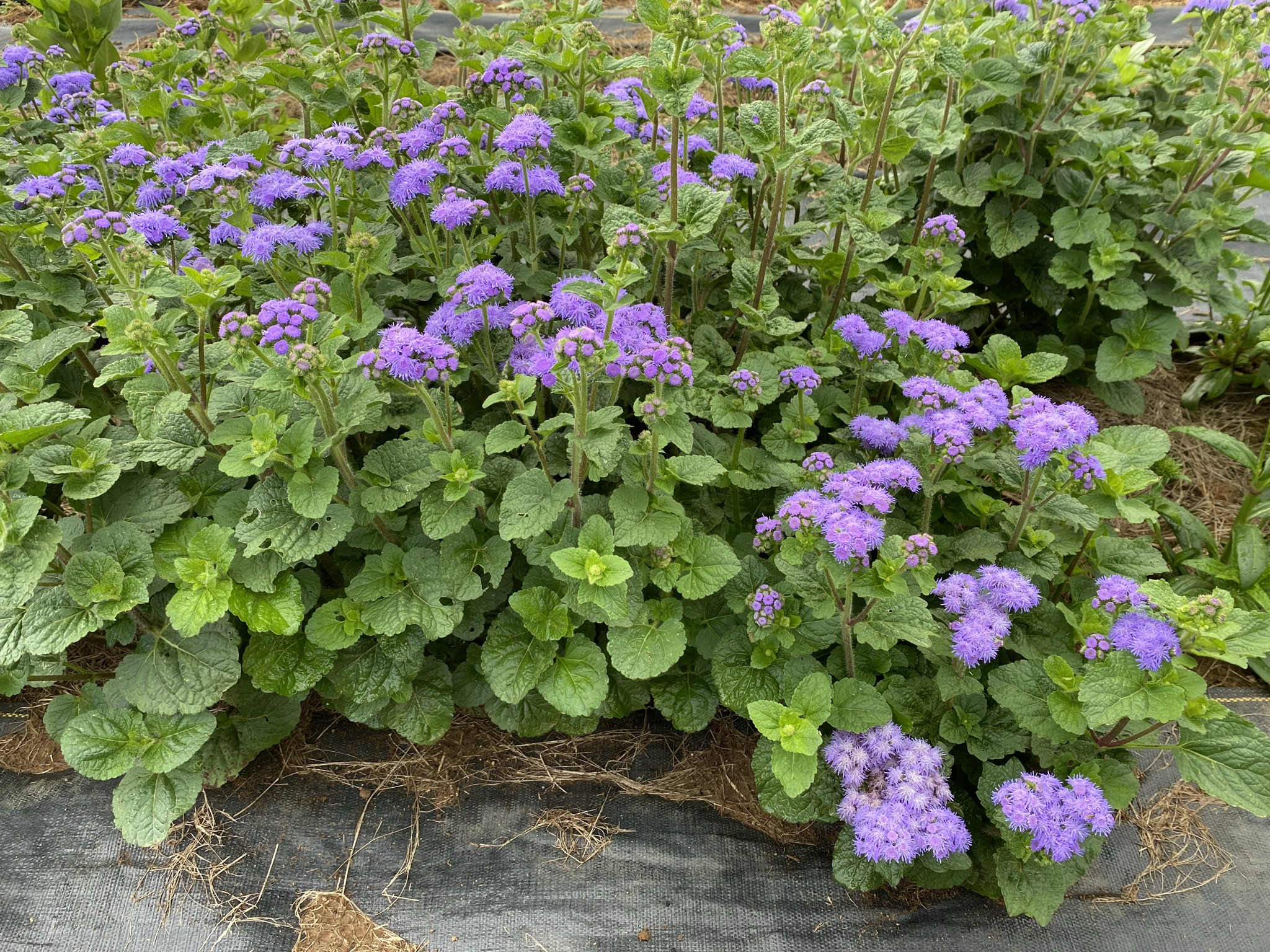
Агератум Гаустона (Ageratum houstonianum) 'Blue Horizon'
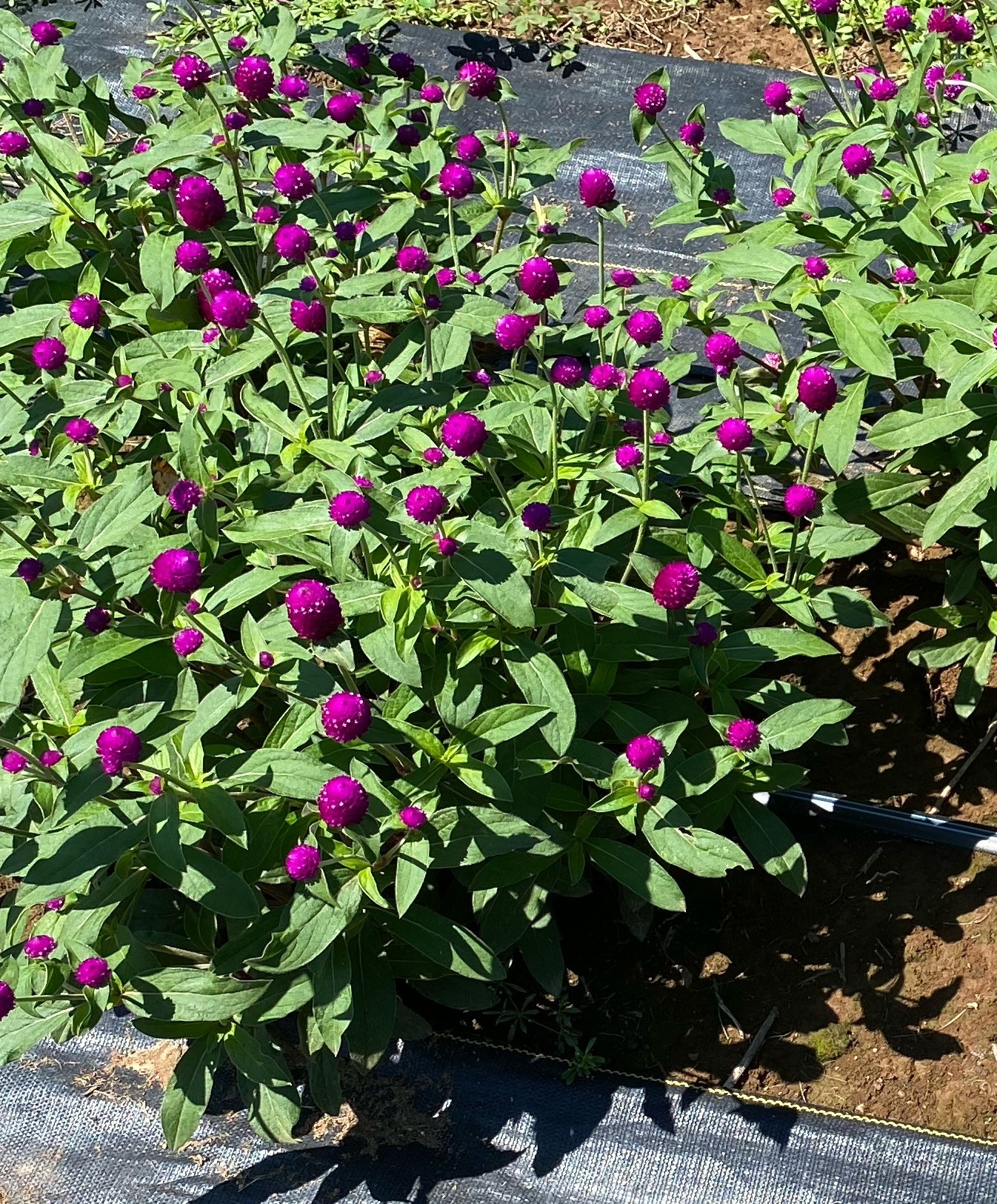
Gomphrena globosa
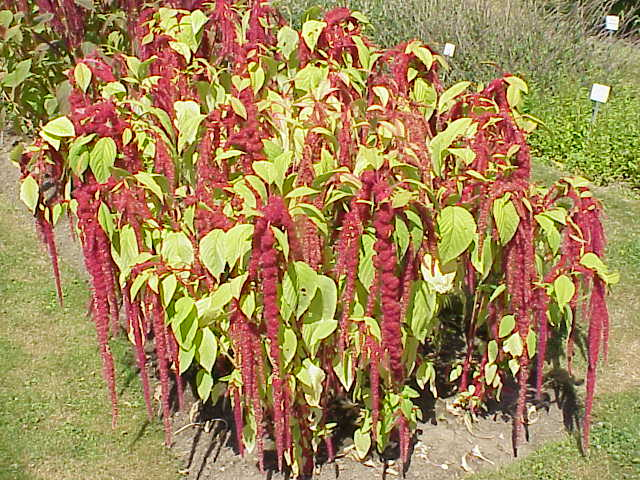
Амарант хвостатый (Amaranthus caudatus)
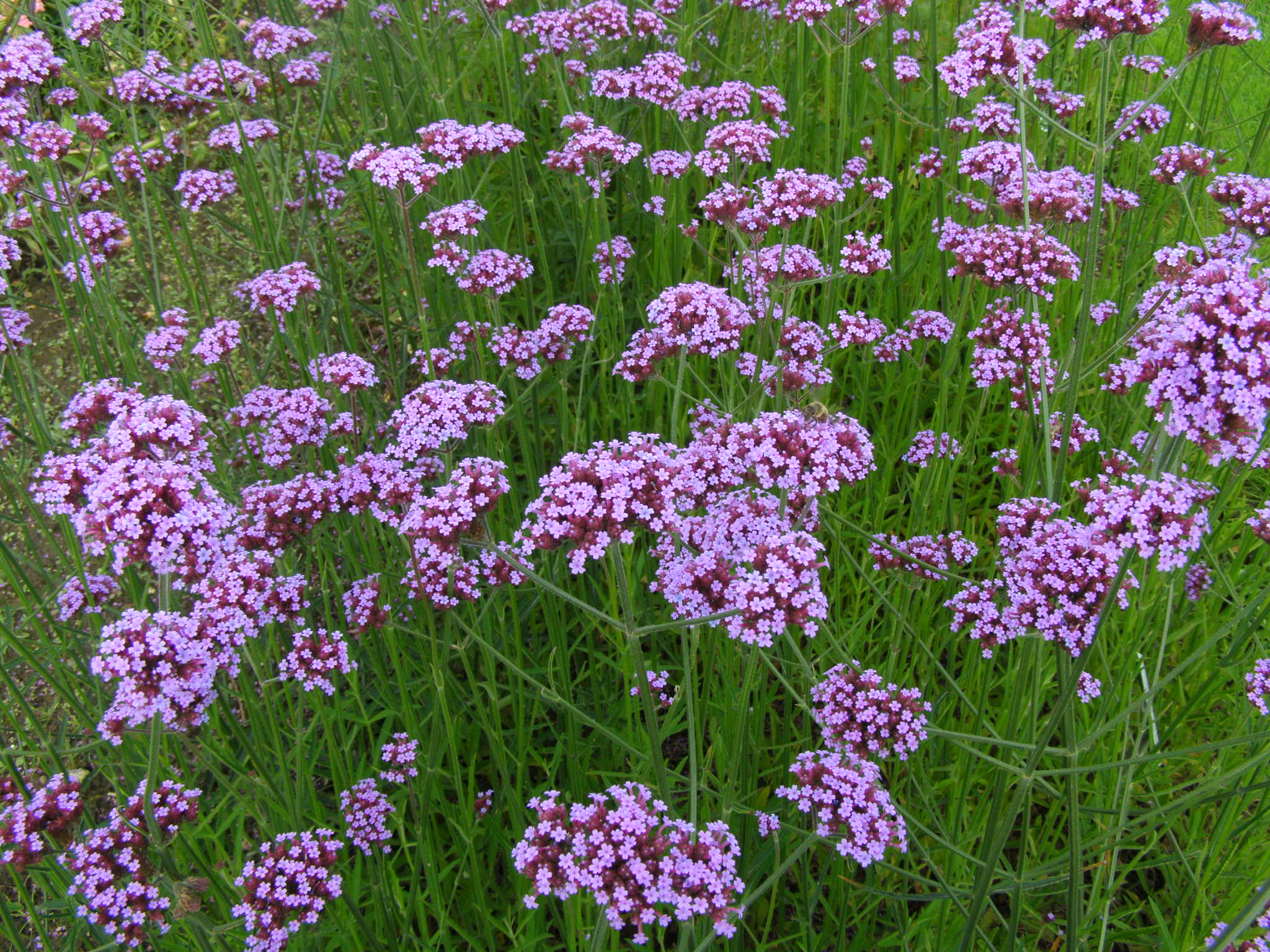
Вербена буэнос-айресская (Verbena bonariensis)
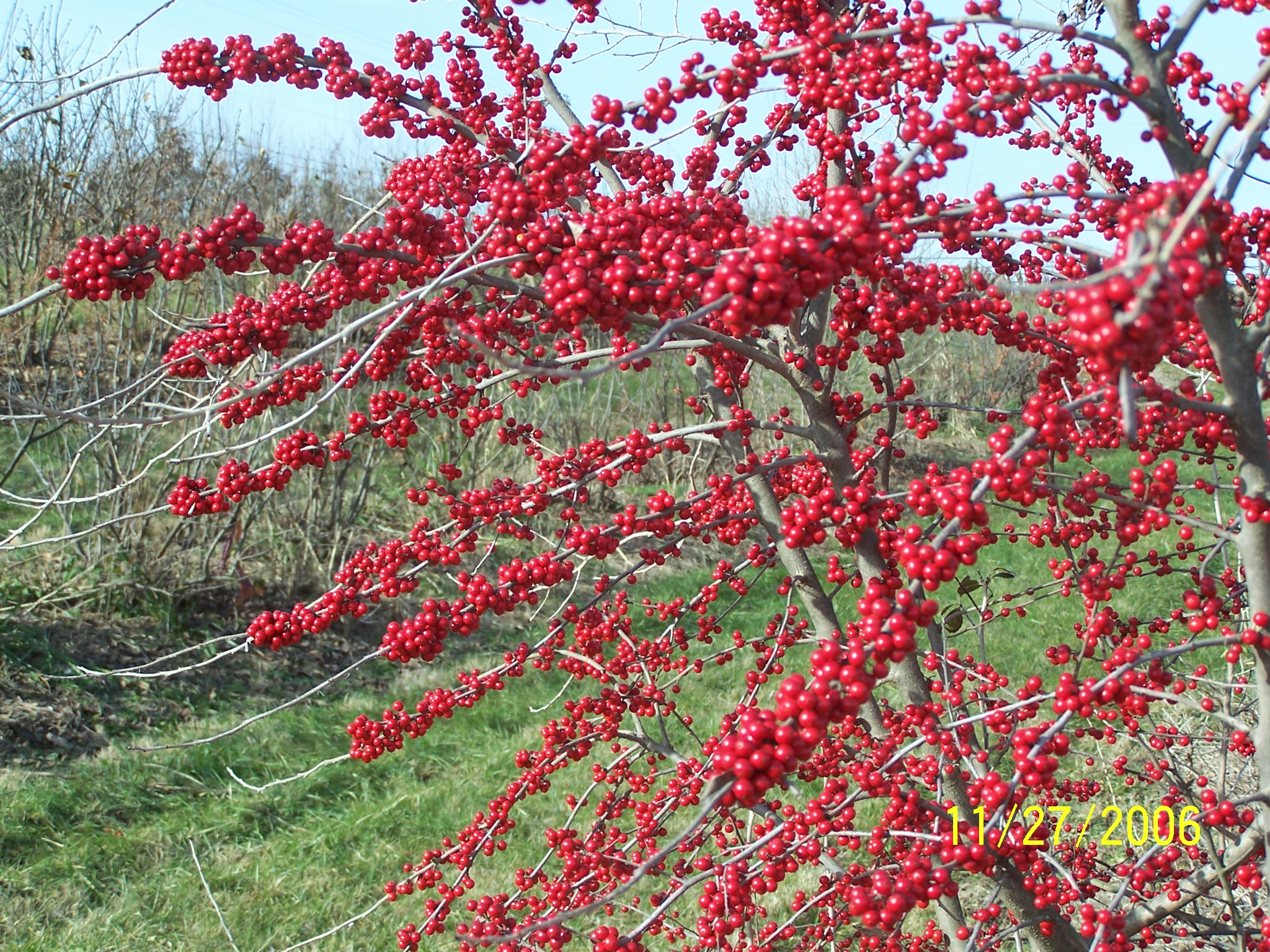
Падуб мутовчатый (Ilex verticillata)
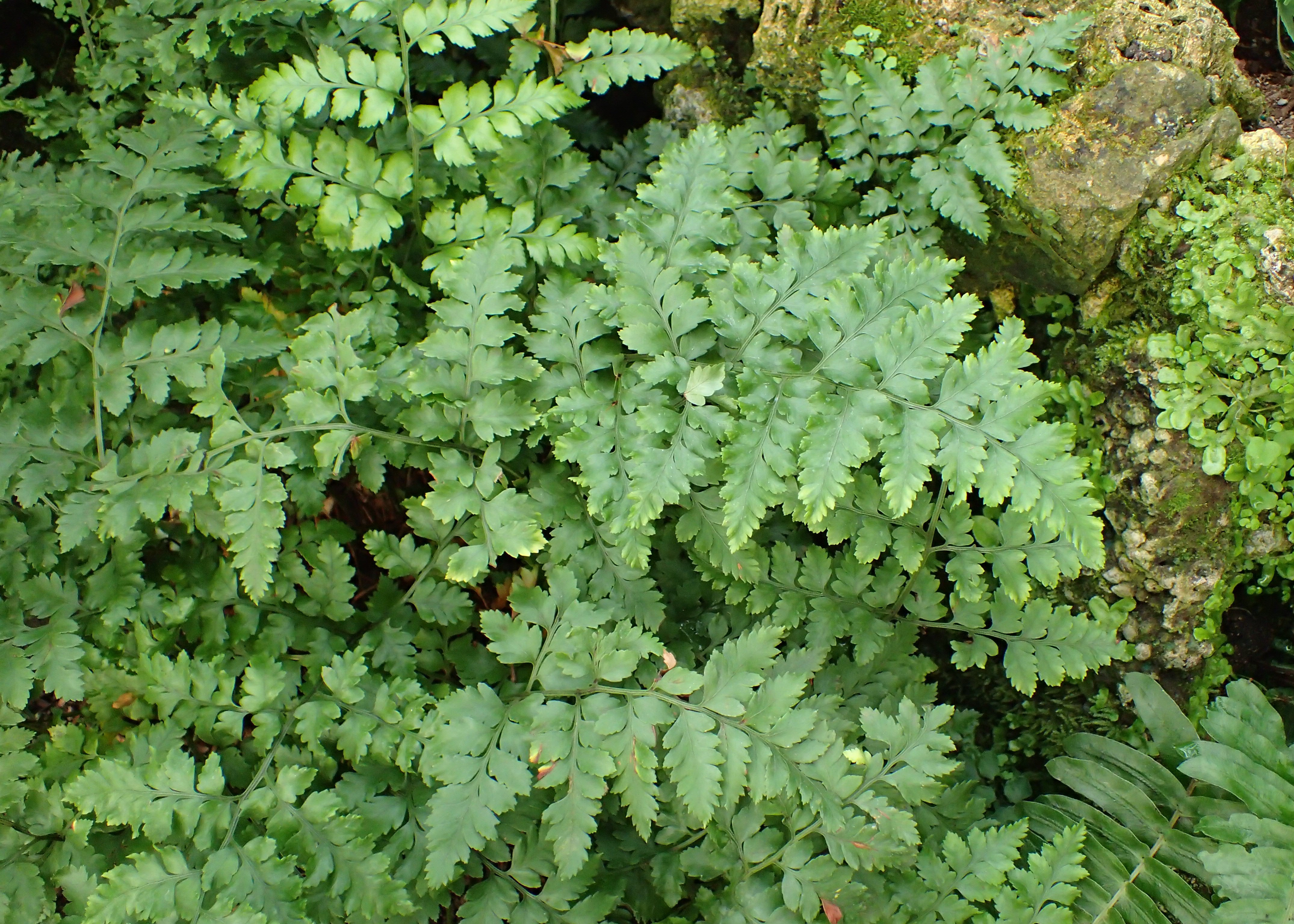
Листва Rumohra adiantiformis
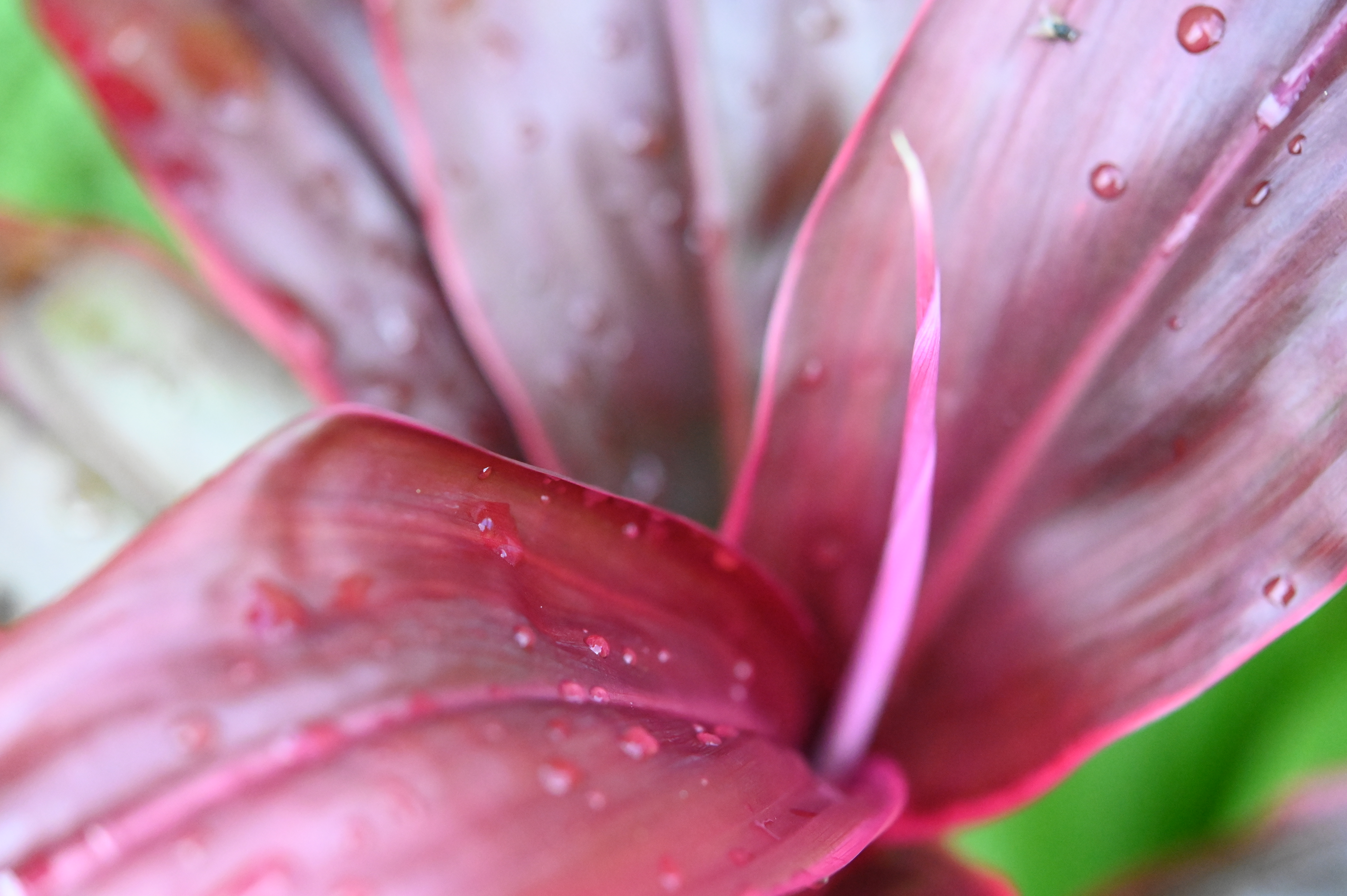
Листва Кордилина кустарниковая (Cordyline fruticosa)

Другие — Бегония, Иланг-иланг — Cananga odorata, Куктаунская орхидея — Dendrobium bigibbum, Тасманская голубая камедь — Eucalyptus globulus, Пуансеттия — Euphorbia pulcherima, Гладиолус — Gladiolus, Гумамела — Hibiscus rosa-sinensis, Busy Lizzie — Impatiens, Лобелия — Lobelia cardin Алис, Олеандр — Нериум олеандр, Франжипани — Plumeria красная, Петуния, Сампагита — Жасмин самбак, Пустынная роза Стерта — Gossypium sturtianum, Варата — Telopia specisissima, Колокольчик королевский — Wahlenbergia gloriosa.

### Срезанная зелень
Срезанная зелень как правило используется как дополнительный заполнитель (филлер) пространства между цветками или же иногда используется как самостоятельный декоративный материал — используются красивые плоды, побеги, листья, соплодия. Например, используются колосья злаков: просо изящное (Panicum elegans), просо фиолетовое (Panicum violaceum), пеннисетум мохнатый (Pennisetum villosum), ветви с соцветиями амаранта и талинума метельчатого (Talinum paniculatum).

## Срок годности и утилизация

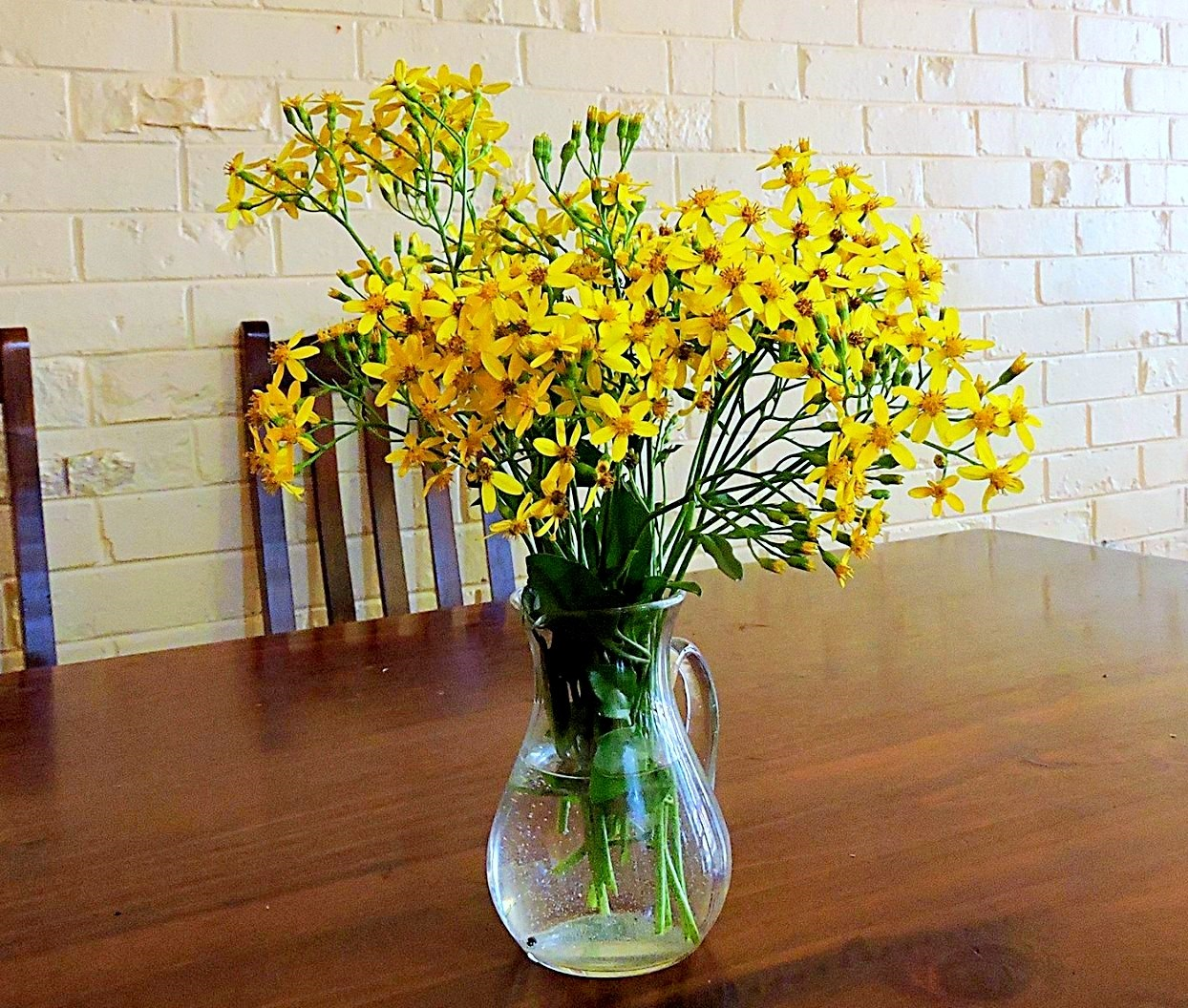
Срезанные цветы Крестовник угловатый|крестовника угловатого (Senecio angulatus) в вазе

Цветы, срезанные с растения, остаются живыми. Дыхание и фотосинтез продолжаются, но поступления сахаров, поддерживающих их, больше нет. Кроме того, цветы больше не получают воду от корней, но транспирация продолжается.
Во многих странах срезанные цветы являются местной культурой из-за их скоропортящегося характера. В Индии срок годности большей части продуктов составляет всего сутки. Среди них цветы бархатцев для гирлянд и храмов, которые обычно собирают до рассвета и выбрасывают после использования в тот же день.
Послеуборочная жизнь или жизнь в вазе срезанных цветов может составлять несколько дней. Срок службы срезанных цветов и срезанной зелени в вазе можно продлить при внимательном уходе. Этот уход начинается с момента сбора урожая и продолжается до тех пор, пока они не понравятся потребителю цветов. Все участники должны участвовать в «Цветочной цепочке жизни», иначе срок службы срезанных цветов и срезанной зелени сократится.

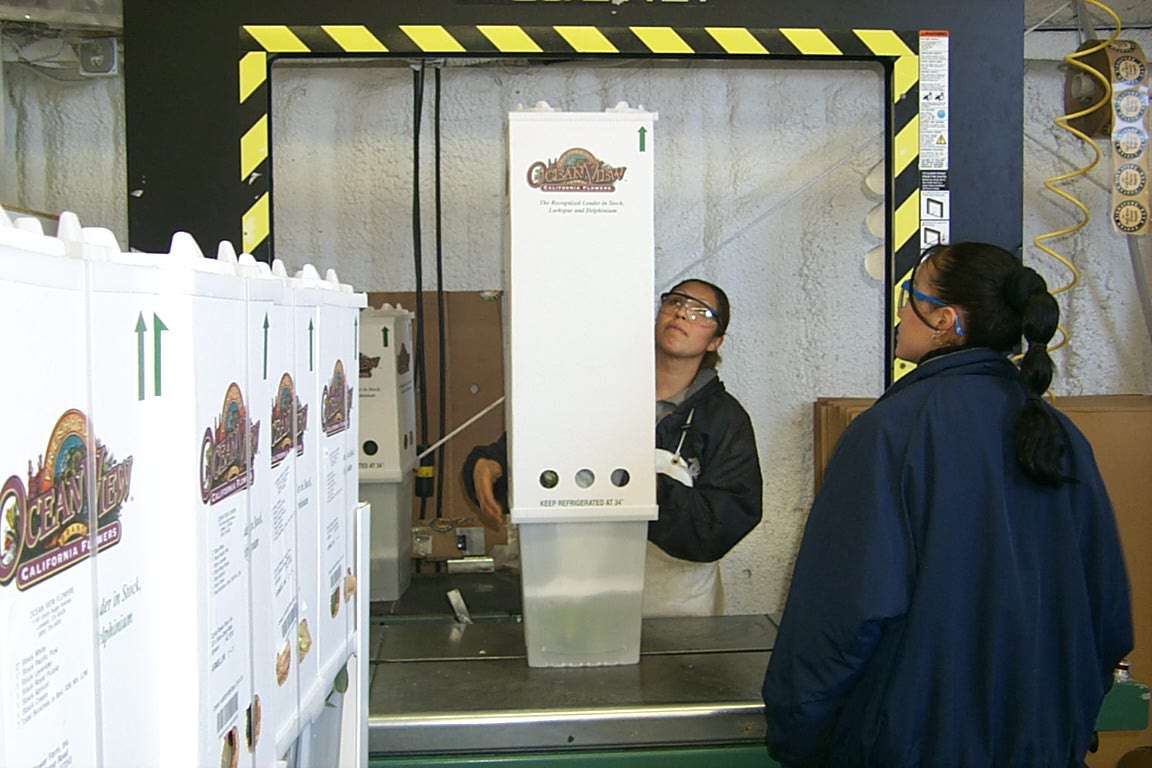
Система Procona для доставки цветов в воде

Цветы собирают в прохладное время дня, обычно утром, и как можно скорее помещают в воду, чтобы уменьшить потерю воды в результате транспирации. Срезанные стебли помещают в чистые ведра с водой с низким pH в качестве увлажняющего раствора. Далее срезанные стебли охлаждают для замедления дыхания, фотосинтеза и транспирации. Вакуумные охладители и гидроохладители используются для выращивания большого количества цветов на коммерческих фермах. При температуре 2-4 °C срезанные стебли калибруются и сортируются для отправки. Кроме того, большую часть или все листья удаляют со срезанных стеблей цветов, чтобы снизить стоимость доставки и уменьшить риск заболеваний. Во время этого процесса стебли остаются сухими, чтобы предотвратить болезни при последующем хранении. Основные типы срезанных цветов можно упаковывать и хранить в сухом виде, в то время как другие виды хранятся и отправляются в воде в голландском ведре для цветов Procona или аналогичной системе. Коробки и поддоны со срезанными цветами и срезанной зеленью отправляются на далекий рынок, но брокеры и грузоотправители должны поддерживать правильные условия хранения цветов.
Срезанные цветы кондиционируются по прибытии в оптовый или розничный цветочный магазин. Цветы осторожно вынимают из транспортировочных коробок и помещают в чистые ведра в воду с низким pH, чтобы начать гидратацию. На том же или более позднем этапе стебли срезают под водой для удаления пузырьков воздуха из сосудов ксилемы в стеблях и помещают в воду с низким pH для гидратации, для предотвращения роста бактерий и грибков на стеблях в воду добавляют дезинфицирующее средство. Так же в воду добавляют сахар (часто сахарозу) для снабжения энергией выращенных срезанных цветов. Цветы можно хранить при комнатной температуре или в холодильнике, в зависимости от вида. Срезанные цветы и срезанная зелень хранятся в холодильнике во время доставки флористу или цветочному дизайнеру и потребителю. Дизайнерские работы происходят при комнатной температуре, но цветочные композиции хранятся в холодильнике и увлажняются цветочным питательным раствором.
Потребителям цветов важно хранить свежие цветы в тени в машине и не позволять им сидеть на солнце в нагретой машине. Используйте чистые вазы и подкормку для цветов, которую можно приобрести в цветочном магазине. Особенно важно дезинфицирующее средство в подкормке для цветов. Регулярно наполняйте вазу или контейнер водой и периодически обрезайте стебли, чтобы обеспечить свежую поверхность, с которой стебли могут впитывать воду. Держите цветы подальше от потолочных вентиляторов и вентиляционных отверстий кондиционеров, так как это может привести к обезвоживанию, и держите цветы подальше от свежих фруктов или овощей (чтобы уменьшить воздействие этилена от созревающих фруктов и овощей). Бактерии и грибки в воде в вазе могут легко закупорить стебли срезанных цветов и срезанную зелень, поэтому важно использовать покупную подкормку для цветов, в состав которой входят дезинфицирующие средства.
На срок службы цветочной композиции могут влиять факторы, предшествующие сбору урожая, такие как условия выращивания, генетический состав, или факторы после сбора урожая, такие как механическое повреждение, бактерии или грибки. Жизнь в вазе также варьируется в зависимости от вида и сорта растений. Срезанные цветы с коротким сроком жизни в вазе, менее 5 дней, включают георгины, ирисы, пионы, нарциссы и дельфиниум; к цветам со средним сроком жизни в вазе (от 6 до 14 дней) относятся бархатцы, львиный зев, орхидеи и розы. К цветам с длительным сроком хранения в вазе (от 2 до 4 недель) относятся тюльпаны, гвоздики и хризантемы.
Химические обработки, продлевающие срок службы ваз, являются основным компонентом исследований в области цветоводства. К ним относятся:
- Развитие раскрытия бутонов, при котором бутоны собирают на ранних стадиях развития, а затем перед раскрытием хранят в растворе сахарозы, растительных гормонов и гермицидов.
- Импульсный режим, при котором цветы обрабатываются увеличивающейся концентрацией сахарозы в течение 16-20 часов за раз.
- Растворы для хранения или вазы, которыми обрабатывают цветы смесью углеводов (обычно сахара), регуляторов роста растений, гермицидов, ингибиторов этилена, минеральных солей и органических кислот.[13]

### Добавки и приёмы
Бруклинский ботанический сад протестировал различные вещества, которые, как утверждается, продлевают жизнь срезанным цветам при добавлении в воду в вазе. Это были аспирин, сахар, витаминные таблетки, уксус, монеты и букетная подкормка. Они обнаружили, что лучшей добавкой для цветов является «букетная подкормка», которую обычно дарят вместе с букетом. Цветочные подкормки содержат подкислитель, который снижает pH воды, дезинфицирующие средства и сахар. Сахар заменяет сахар из корней. Cахар сам по себе почти столь же эффективен.
Подрезка или расщепление концов стеблей позволяют цветку продолжать поглощать жидкость. Стебли некоторых видов растений опускают на несколько секунд в кипяток, чтобы улучшить поглощение воды. Со стеблей удаляют нижние листья, если они остались, чтобы избежать загнивание их в воде.

## Сушеные, консервированные и вечные цветы
Сушка часто используются для срезанных цветов и некоторой срезанной флористической зелени. Метельчатую гортензию (Hydrangea paniculata), бесмертники (Xerochrysum bracteatum), лаванду (Lavandula angustifolia) и другие растения можно сушить в вазе без воды на столе на кухне с кондиционером. Лучше повесить их цветками вниз в тёмном проветриваемом помещении — так стебли будут более прямые, а цвета более насыщенные. Засушенные растения можно использовать в качестве украшения в течение многих месяцев.
Дополнительные методы сушки и консервации для сохранения более нежных видов: использование силикагеля, микросито, сублимационная сушка и т. д..

## Международная торговля

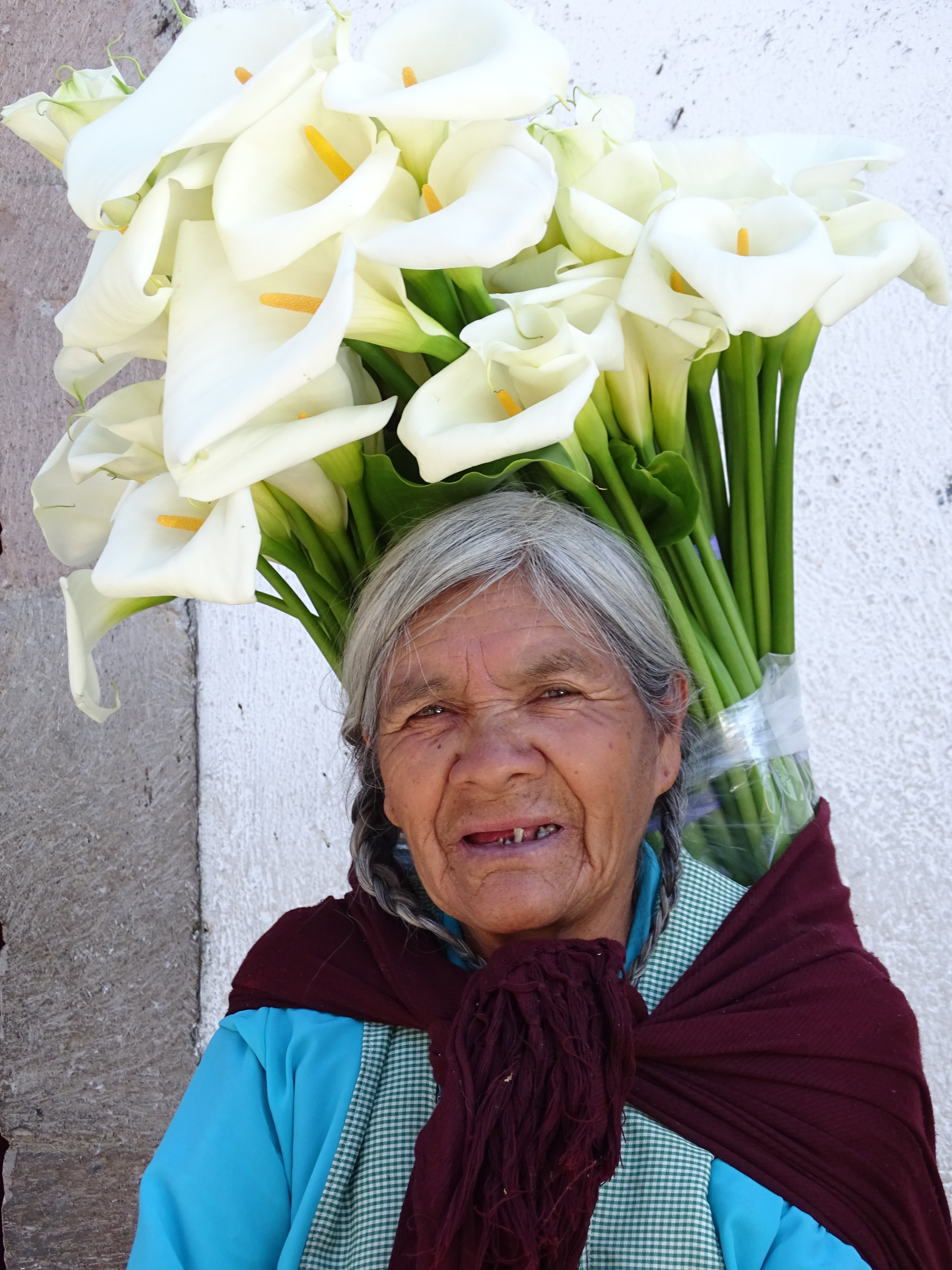
Торговка цветами. Валле-де-Браво, Мексика, 2015 г.

На протяжении более 200 лет центром мировой торговли срезанными цветами были Нидерланды. В 2015 году объём мировой торговли цветами составил около 15 млрд евро, при этом стебли перемещались между континентами с головокружительной скоростью. Крупнейшими покупателями срезанных цветов являются ЕС и США, но крупнейшими производителями и экспортерами являются Нидерланды, Эквадор, Колумбия, Кения и Эфиопия. Розы, гвоздики и хризантемы — самые популярные цветы.
Срезанные цветы стали частью международной торговли и активным двигателем экономики в ряде тропических стран. Кения особенно важна как источник роз: по данным Union Fleurs, страна поставляет треть всех роз, продаваемых в ЕС. Срезанные цветы в настоящее время являются вторым по величине экспортным товаром Кении после чая, на их долю приходится около 1 % ВВП страны. Они также являются одним из крупнейших источников занятости в стране: более 100 000 человек работают непосредственно в цветочной индустрии и, по оценкам, два миллиона косвенно.
По оценкам Research and Markets, мировой рынок срезанных цветов достигнет размера 50,1 миллиарда долларов США к 2030 году по сравнению с текущей оценкой в 33,3 миллиарда долларов США на 2022 год. По прогнозам, в течение следующих восьми лет рост продаж роз вырастет на 5,9 % в среднем, тогда как рост хризантем и гербер вырастет на 5,3 % в течение следующих восьми лет.
Royal FloraHolland в Алсмере, Нидерланды, является крупнейшим цветочным рынком в мире. Ежегодно через рынок проходят цветы стоимостью более 4 миллиардов долларов США. В 2019 году стоимость экспорта срезанных цветов из ЕС составила 4,200 млн евро, экспорт Колумбии — 1,235 млн евро, экспорт Эквадора —721 млн евро, экспорт Кении — 487 млн евро, а экспорт Эфиопии — 180 млн евро, в то время как экспорт из США составил только 14 млн евро по сравнению с 1,052 миллиона евро импорта. Union Fleur, европейская международная ассоциация торговли цветами, представляет интересы Австрии, Колумбии, Дании, Эфиопии, Германии, Италии, Кении, Нидерландов, Швеции, Турции, Уганды и США. Большая часть экспорта Royal FloraHolland идет в соседние страны Европы.
Экспорт срезанных цветов из Китая вырос с 71,4 млн долларов США в 2011 году до 162,1 млн долларов США в 2022 году, в основном из провинции Юньнань, где 300 000 фермеров выращивают 1,5 млн гектаров цветов. Общий объём производства намного выше, поскольку 90 % цветов продается в Китае. Большинство срезанных цветов продается через цветочный рынок Дунань в Куньмине, Юньнань, Китай. Вполне вероятно, что производство срезанных цветов в Индии аналогично производству в Китае, учитывая схожую численность населения.
В последние десятилетия, с ростом использования авиаперевозок, стало экономически выгодно выращивать дорогостоящие культуры вдали от мест их продажи; рынок обычно находится в промышленно развитых странах. Типичным из них является производство роз в Эквадоре и гвоздик в Колумбии в основном для рынка США, а также производство в Кении и Уганде для европейского рынка. Некоторые страны специализируются на особо дорогостоящих продуктах, например, орхидеях из Сингапура и Таиланда.

## Выращивание
Выращивание срезанных цветов является интенсивным, обычно на основе тепличных монокультур, и требует большого количества высокотоксичных пестицидов, остатки которых часто до сих пор можно найти в цветочных магазинах на импортных цветах.
Как и в случае с производством фруктов и овощей, эта отрасль зависит от значительных объёмов воды, которую могут собирать и хранить владельцы ферм. В результате прорыва плотины Патель в мае 2018 года, связанного с крупной кенийской розовой фермой, погибли десятки людей.
Эти факты стимулировали развитие таких движений, как «Медленные цветы», пропагандирующих устойчивое цветоводство в самой стране-потребителе (США, Канада).